# ソ連運輸省DR1形気動車
DR1形（ロシア語: ДР1）は、ソ連運輸通信省（МПС СССР, Министерство путей сообщения СССР）が導入したリガ車両製作工場製の気動車。幾度かのモデルチェンジを経て1963年から2012年まで長期に渡り製造が行われた。

## 概要
1950年代以降、ソ連国鉄では動力近代化のため蒸気機関車牽引の客車列車に代わる気動車列車の導入が本格的に始まった。1960年にはD形が登場し、1964年以降は出力を増強したD1形の導入が続いたが、これらは全てソ連国外企業であるハンガリーのガンツ - マーバグ製であり、ソ連国内での気動車生産が求められるようになった。そこでこれらの気動車の技術を活用し、リガ車両製作工場で製造が開始されたのがDR1形気動車である。
編成はD形やD1形と同様に、運転台側の機器室にディーゼルエンジンを搭載した先頭車（動力制御車、Мг）と動力がない中間車（付随車、Пп）で構成され、基本編成は先頭車2両と中間車2両による4両編成、もしくは中間車4両の6両編成である。また動力を持たない先頭車両である制御車（Пг）も製造、もしくは改造によって導入されており、これを組み込んだ編成は3両編成（動力制御車＋付随車＋制御車）を基本とする。
構体は全金属の軽量構造で、車体側面にはビード加工が施されている。座席は3列＋3列、2列＋3列、もしくは2列＋2列のボックスシートとなっており、初期の車両は木製であったが以降はビニールレザー張りに改められている。先頭車や中間車に2箇所設置されている乗降扉は2枚引き戸で、客席部分とはデッキで仕切られている。トイレは初期の車両（DR1形、DR1P形、DR1A形）では中間車にあったが、1977年に製造されたDR1A-146編成以降は先頭車に設置されている。
ディーゼルエンジンはレニングラードのズヴェズダが製造した12気筒V形4ストロークのM756P（12CHN18/20）（1,500 rpm、重量2.0 t）を用い、過給機としてターボチャージャーが取り付けられている。変速機はカルーガ技術工場製の2段液体式変速機であるGDP-1000（ГДП-1000）が使用されており、動力伝達効率は83％である。また車内照明などに使用するための三相発電機（DM-20A）も搭載されており、駆動方法は動力用のディーゼルエンジンで直接稼働させる（DR1P形）、発電機用の補助ディーゼルエンジンを用いる（DR1形、DR1A形等）など形式によって異なる。

## 車種

### DR1形（ДР1）
DR1形の中で最初に導入された車種。リガ車両製作工場が製造していたER1形電車やER9形電車（初期車）に類似した円柱状の前面を有していた。1963年に試作車（DR4-01編成）は初めてソ連国内で製造された気動車列車となり、試験後の同年から1966年まで最初の量産車となる8編成が製造されたが、試験結果に基づき機器の改良が行われた他、第3編成（DR1-03編成）からは減速比が2.61に変更された。
1966年に製造が行われたDR1-09編成以降は前面形状が変更され、運転台窓は曲面ガラスを用いた2枚窓（パノラミックウィンドウ）となった。更にDR1-014編成からは前面下部のライト配置の見直しが行われ、それまで前照灯の上にあった後尾灯が横に移動した。なお、前面形状変更後の一部編成については当初DR-1M形（ДР-1М）という形式名で導入されていた。
DR1形の製造は1970年まで行われ、計52編成が導入された。当初は4両編成で製造されたが、1968年に導入されたDR1-020編成以降は需要増加に対応するため6両編成で製造されるようになり、それまで製造された編成へ増結するための中間付随車の製造も実施された。

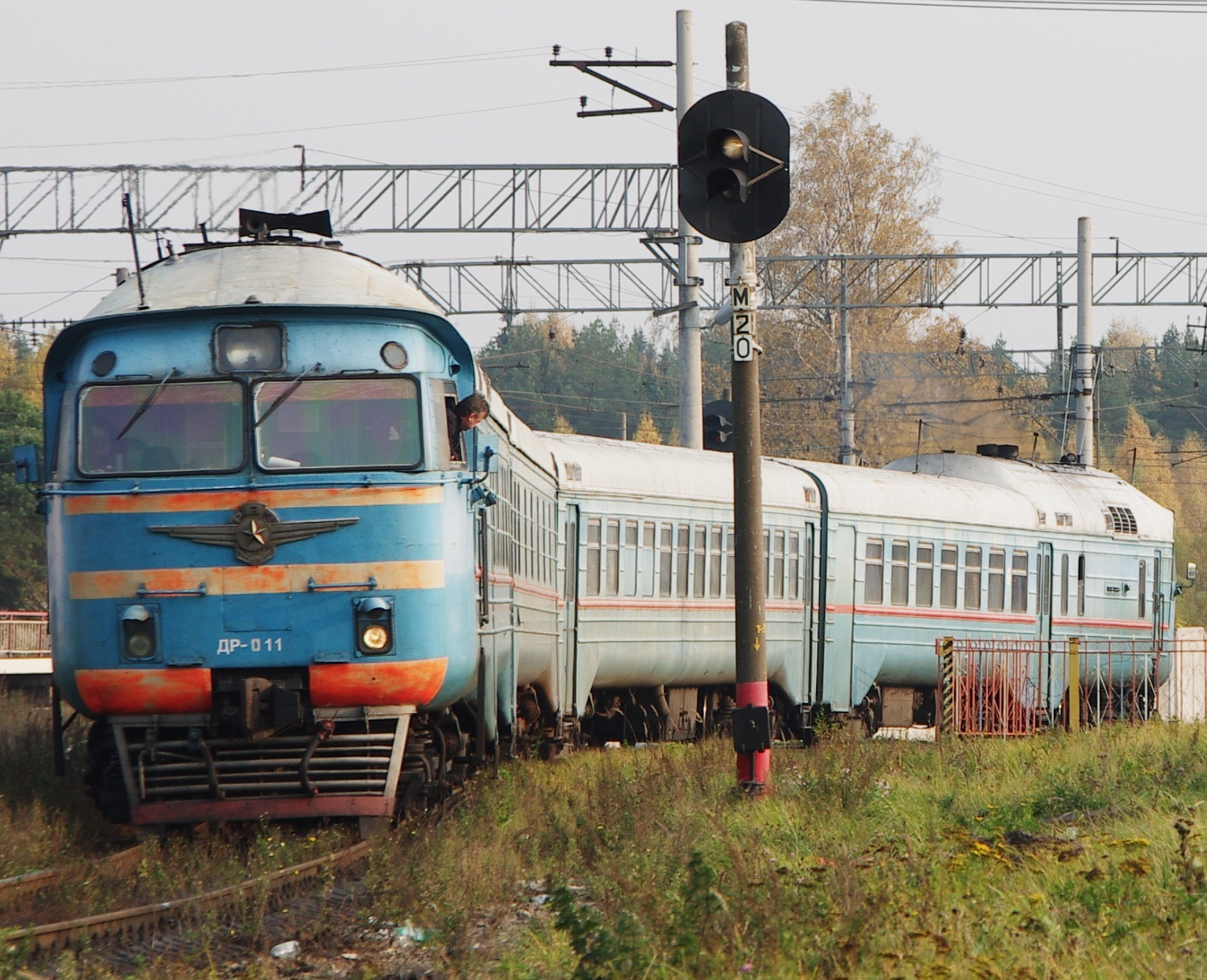
DR1-011編成（ロシア鉄道）
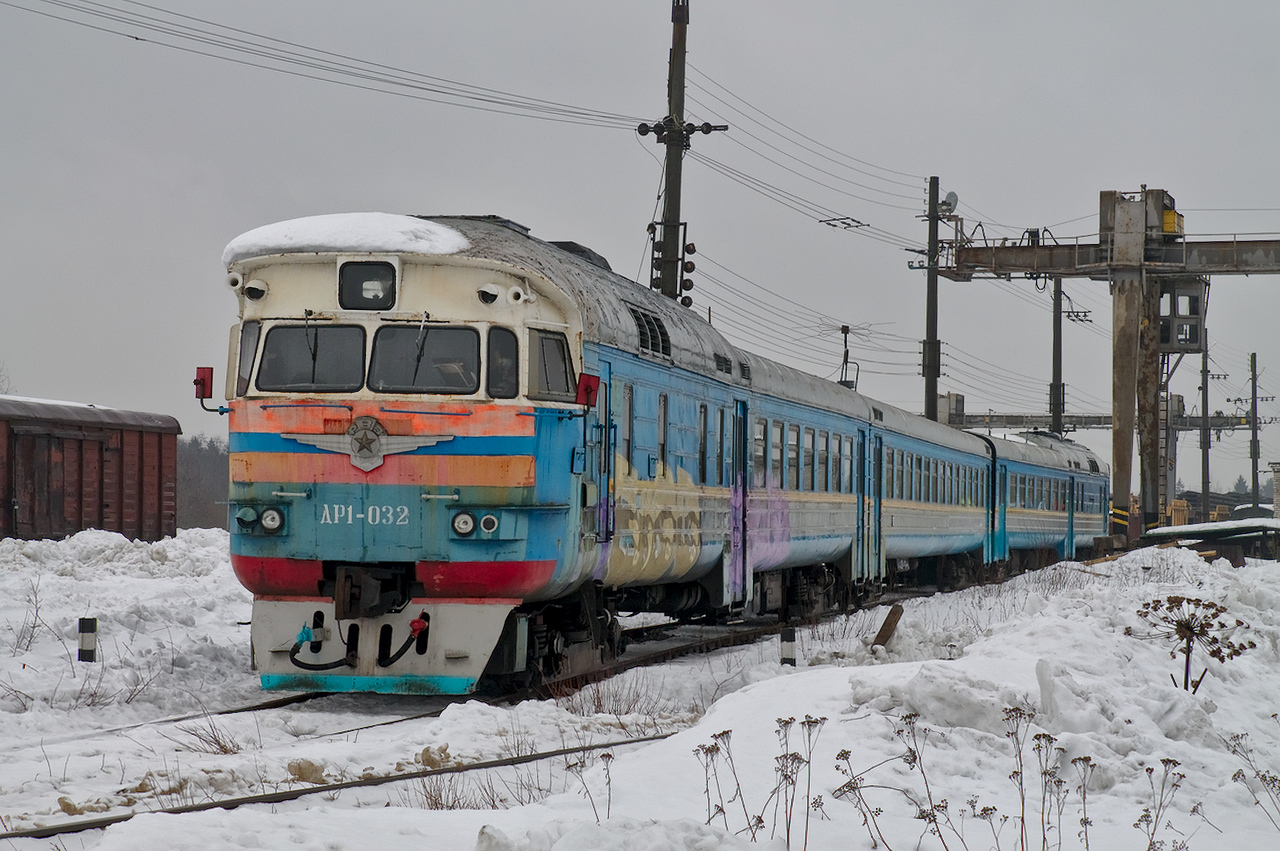
DR1-032編成（ロシア鉄道）
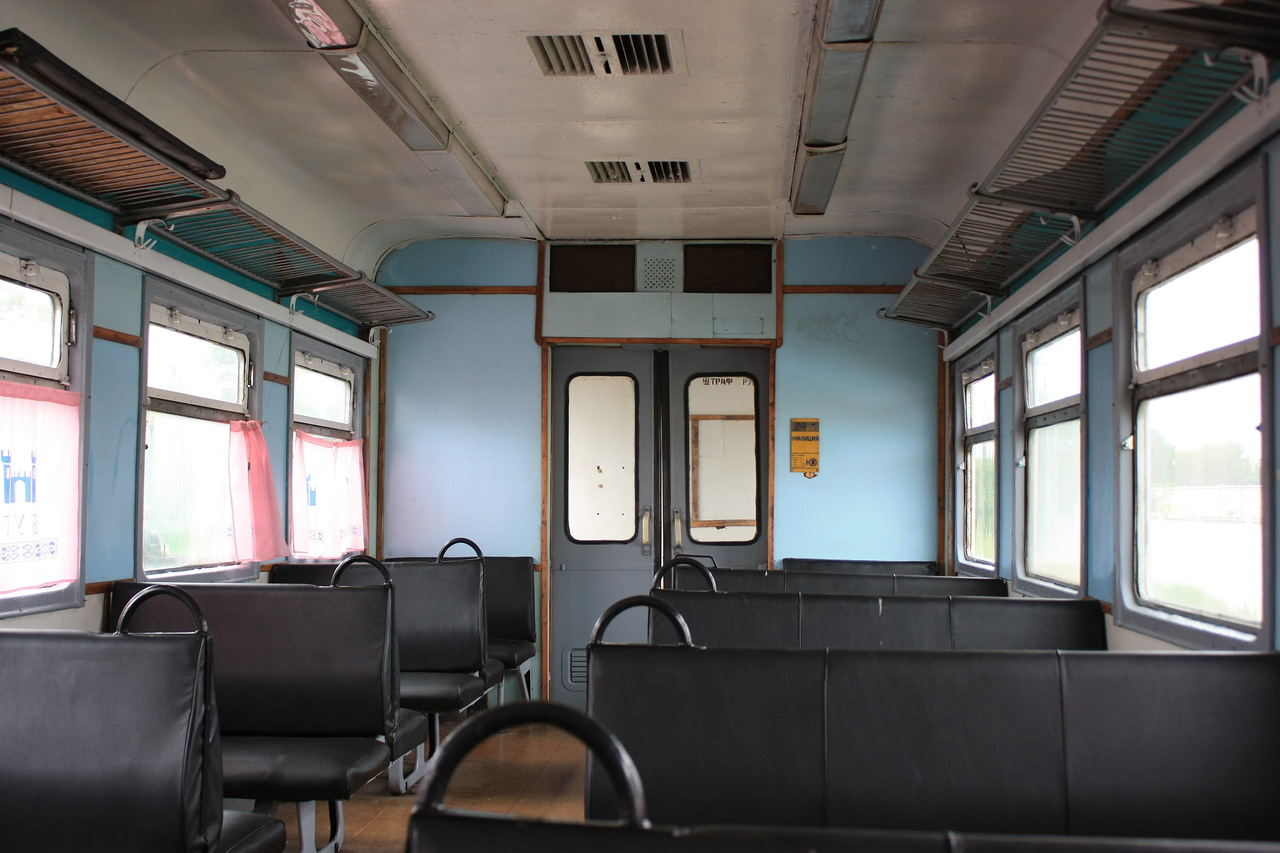
車内（DR1-045編成）

### DR1P形（ДР1П）
DR1-030編成までは車内電源等に給電するための発電機を補助ディーゼルエンジンで駆動していたが、031編成以降は動力用ディーゼルエンジンに取り付けたスタータ・ジェネレータで発電するよう改められ、区別のため"DR1P形"の形式名が与えられた。DR1形の製造終了後は同じ構造を持つ量産車が1976年まで製造された。また、DR1P-400編成からDR1P-404編成までの5編成については制御車が製造されており、3両編成を2本連結した6両編成（動力制御車＋付随車＋制御車＋制御車＋付随車＋動力制御車）での運用を基本としていた。

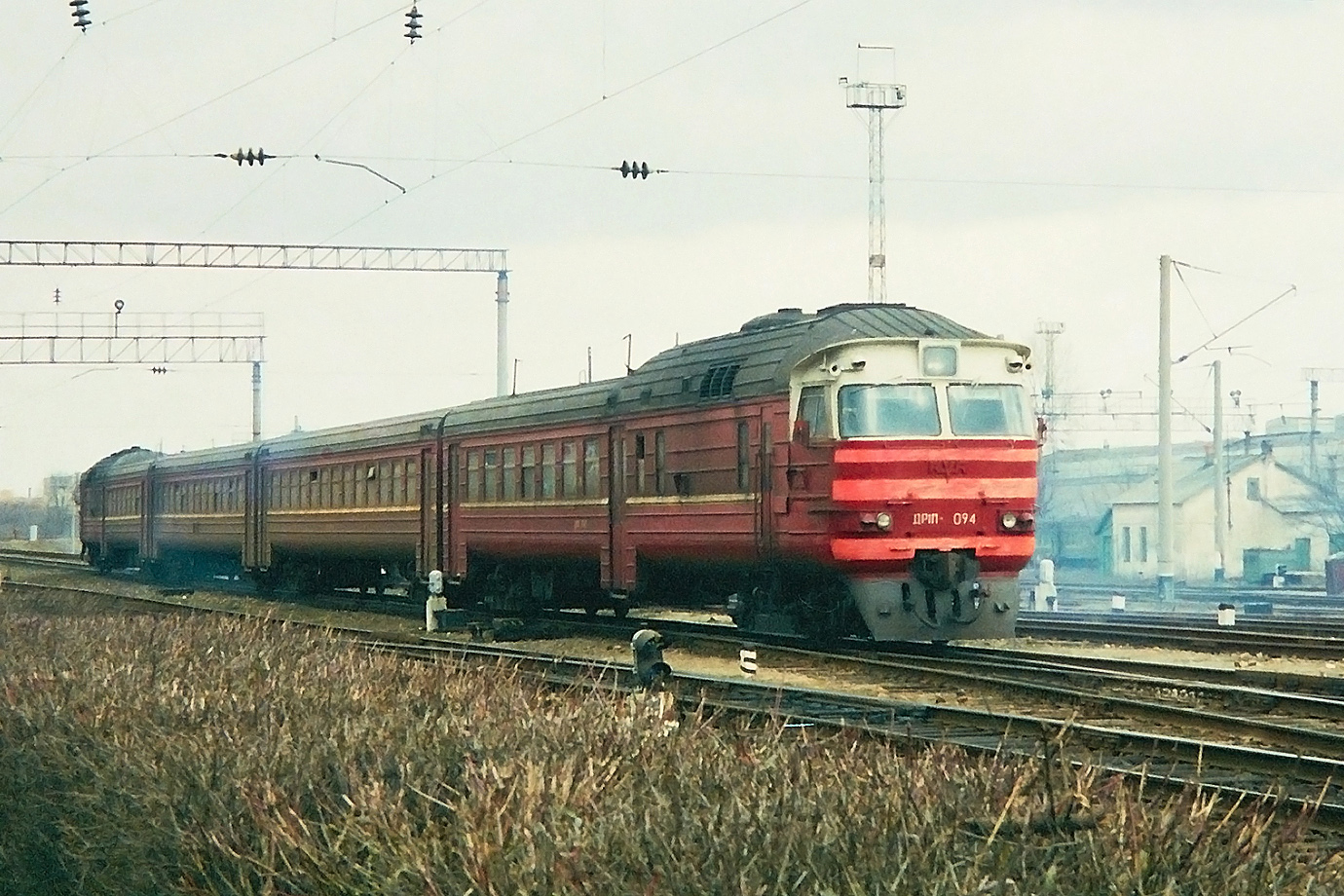
DR1P-094編成（ベラルーシ鉄道）
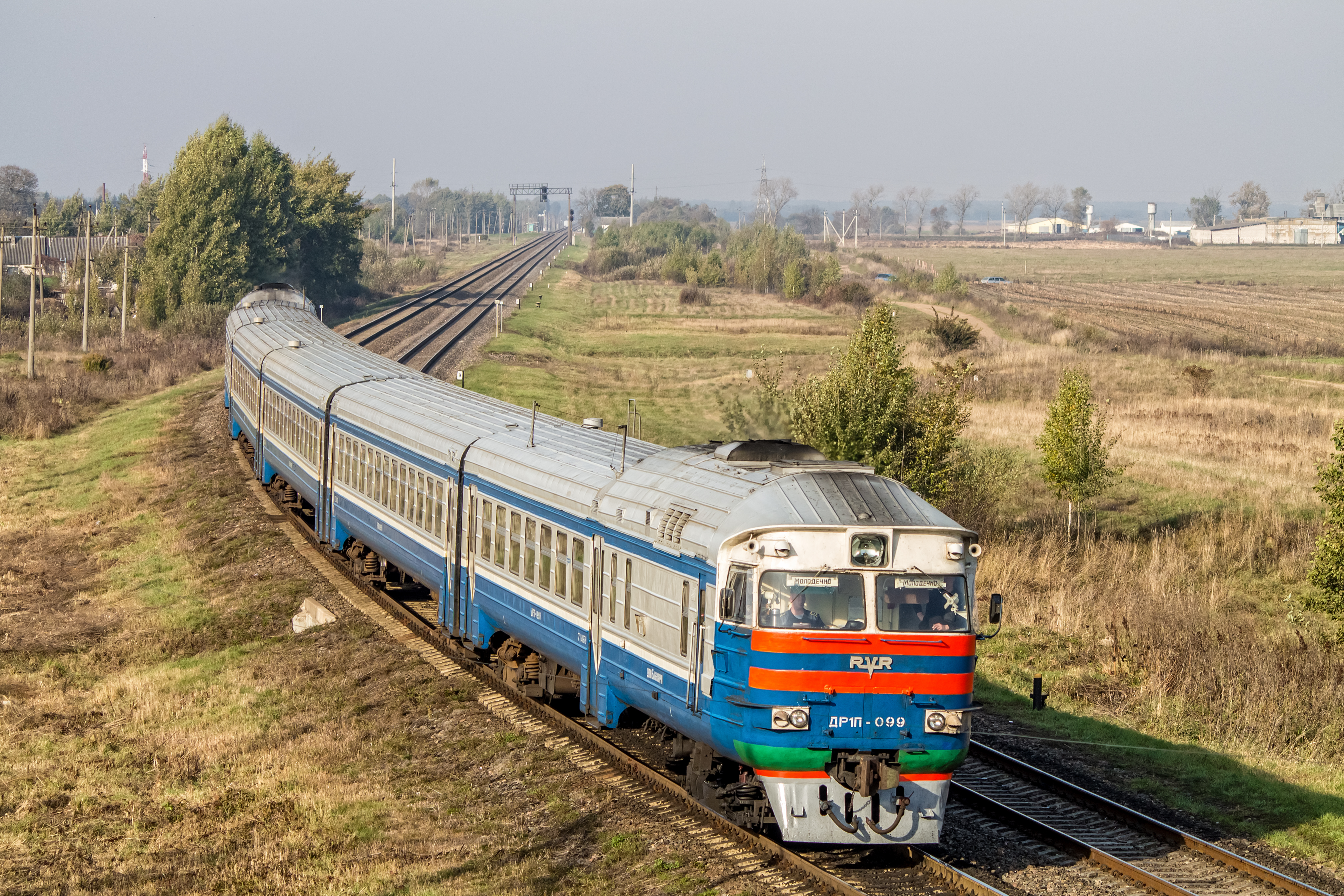
DR1P-099編成（ベラルーシ鉄道）
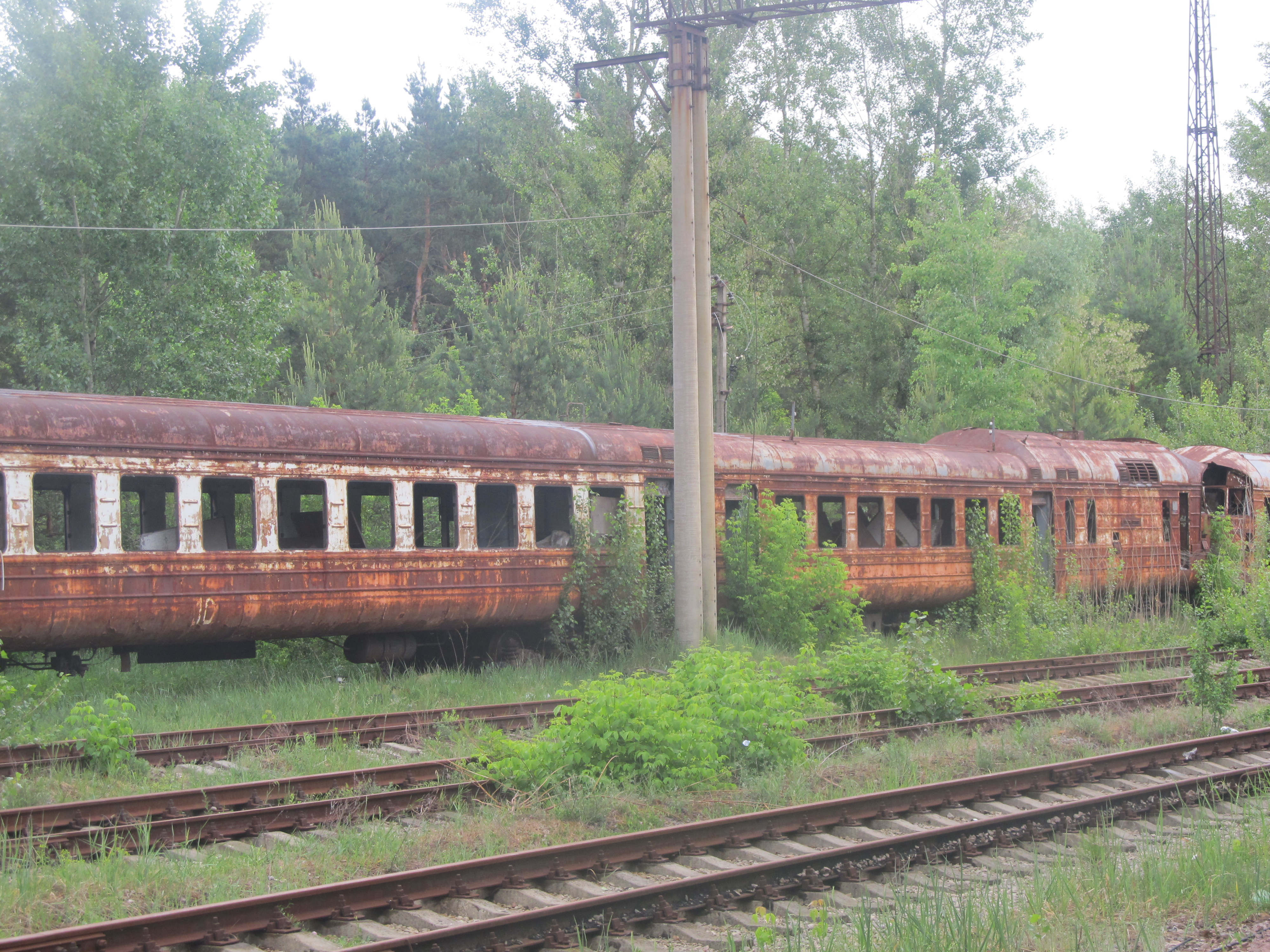
廃車後放置されているDR1P形（ウクライナ鉄道）

### DR1A形（ДР1А）
DR1P形のうち、1973年に製造されたDR1P-405編成は再度補助ディーゼルエンジンが搭載され、後に1976年以降製造が始まった同じ仕様の量産車と合わせて"DR1A形"への形式変更が実施された。大半の編成の車体はDR1形（014編成以降）やDR1P形と同型であったが、編成の電気回路の定格電圧がそれまでの75 Vから110 Vに変更された他、トルクコンバータから減速歯車への動力伝達はカルダンシャフトを介して行われるようになった。
1979年に製造されたDR1A-168編成は先頭車の形状が再度変更され、それまでの丸みを帯びた外見から「く」の字に外側へ膨らむ角ばった外見となったが、それ以降もソ連時代は従来の形状の先頭車の製造が続いた。また以降の編成でも蓄電池や制御装置の変更、制動装置の仕様変更に伴う制動距離の減少など様々な改良が実施された。ソビエト連邦の崩壊後に製造された編成については前面がDR1A-168編成同様の角ばった形状となり、最後の編成（DR1A-333編成）が落成したのは1998年である。

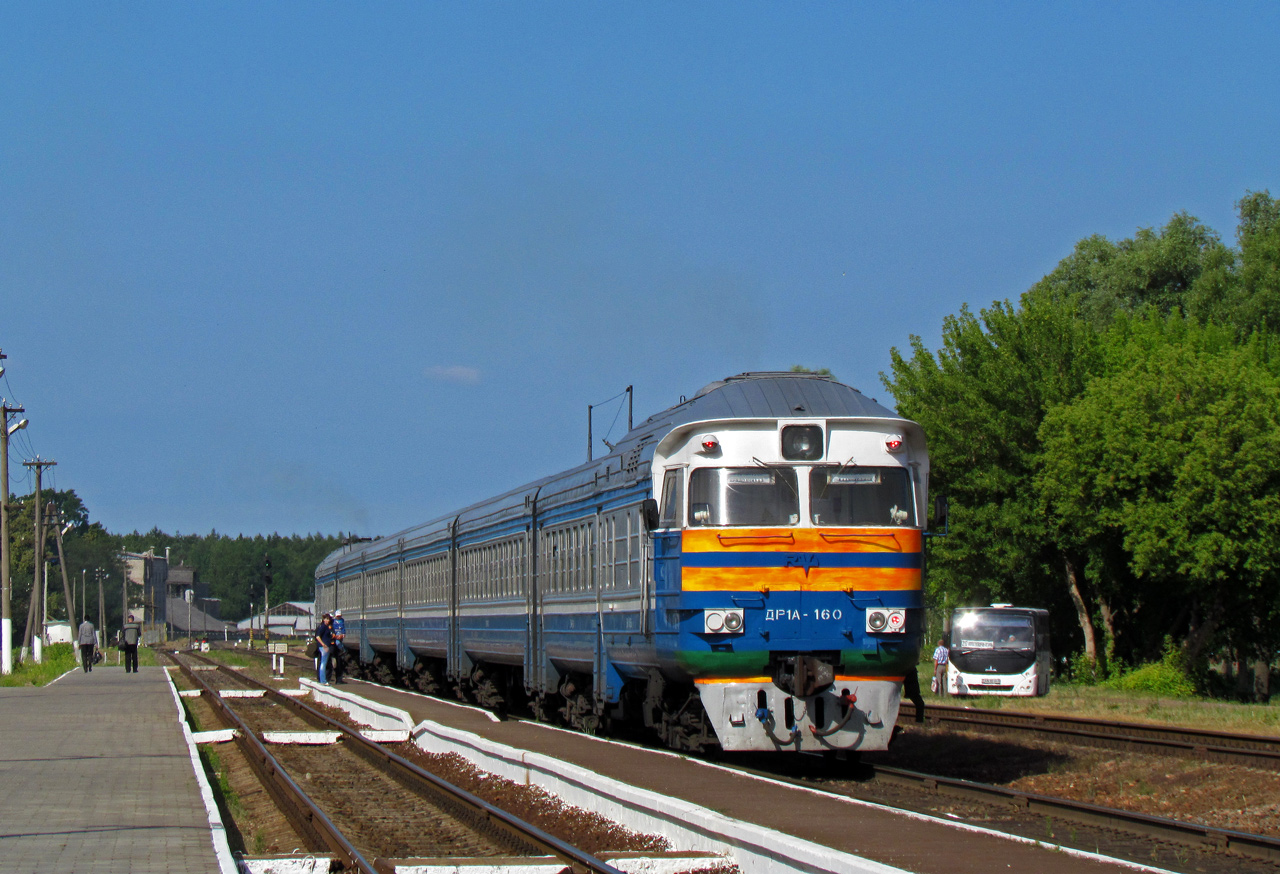
DR1A-160編成（ベラルーシ鉄道）
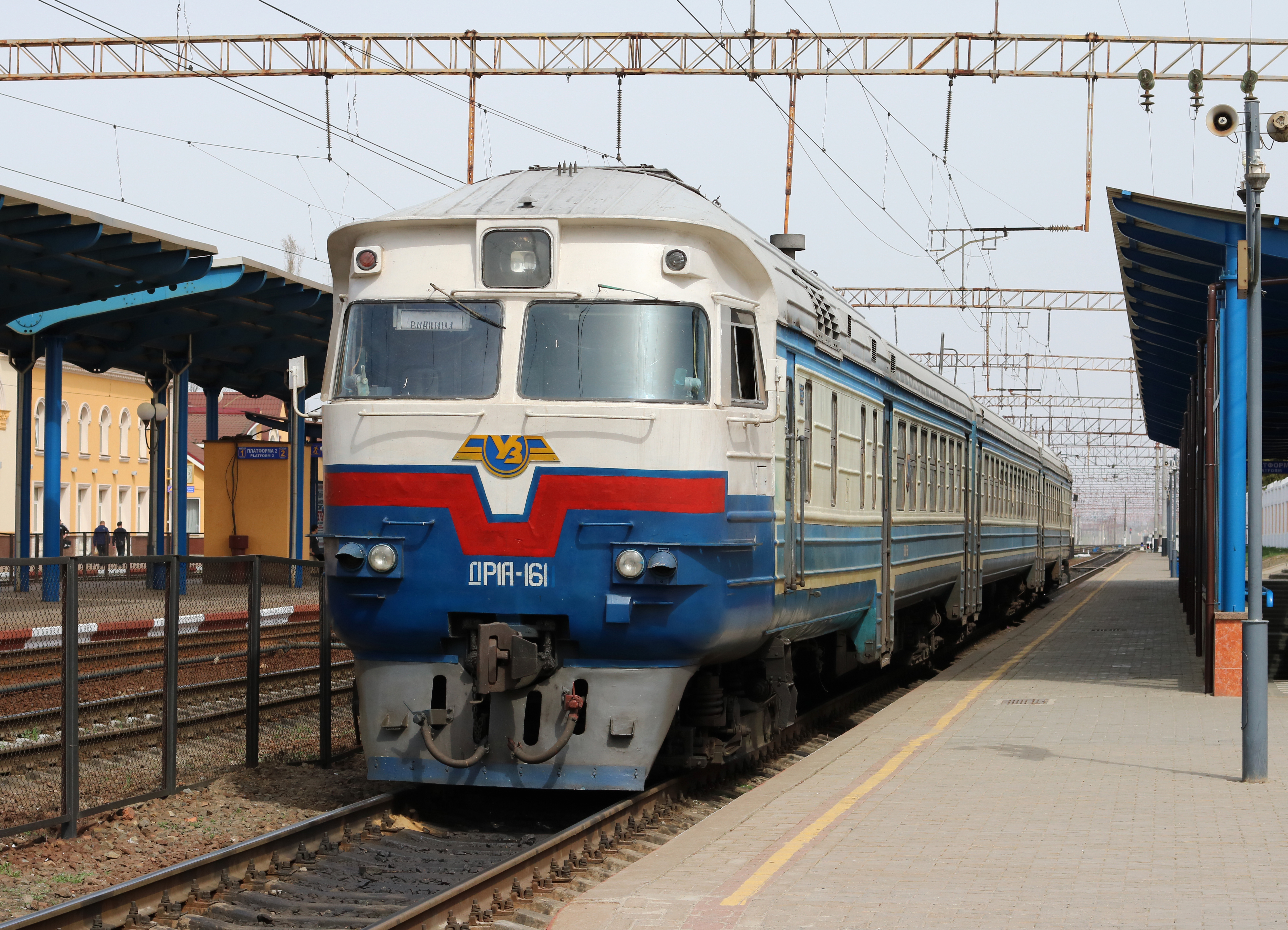
DR1A-161編成（ウクライナ鉄道）
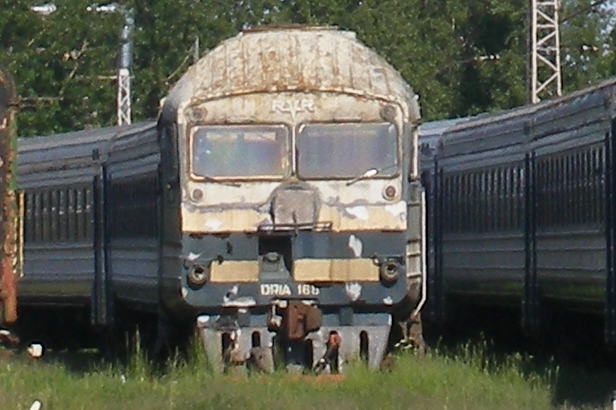
DR1A-168編成（ラトビア鉄道） モデルチェンジが行われた最初の編成
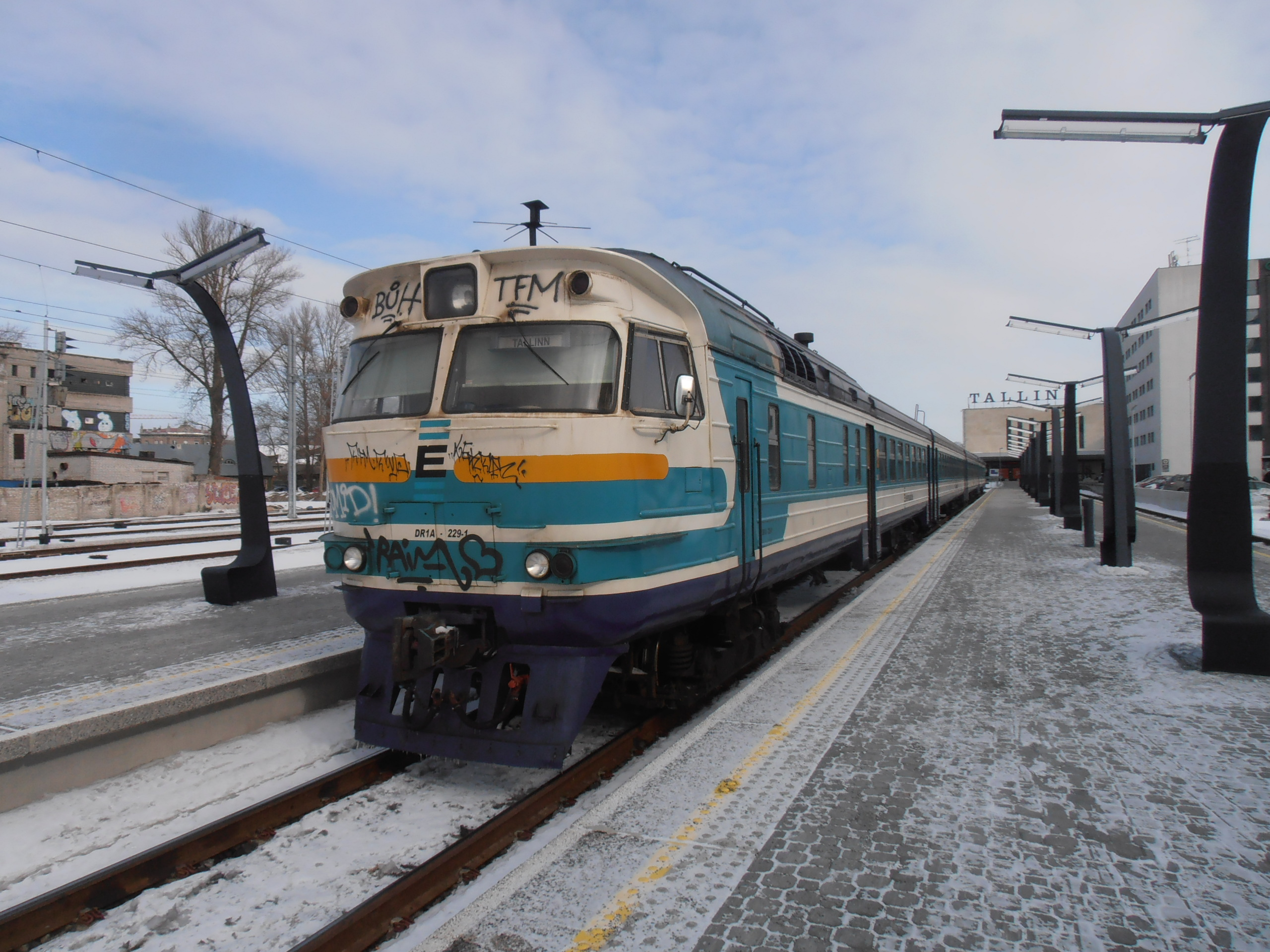
DR1A-229編成（エストニア国鉄）
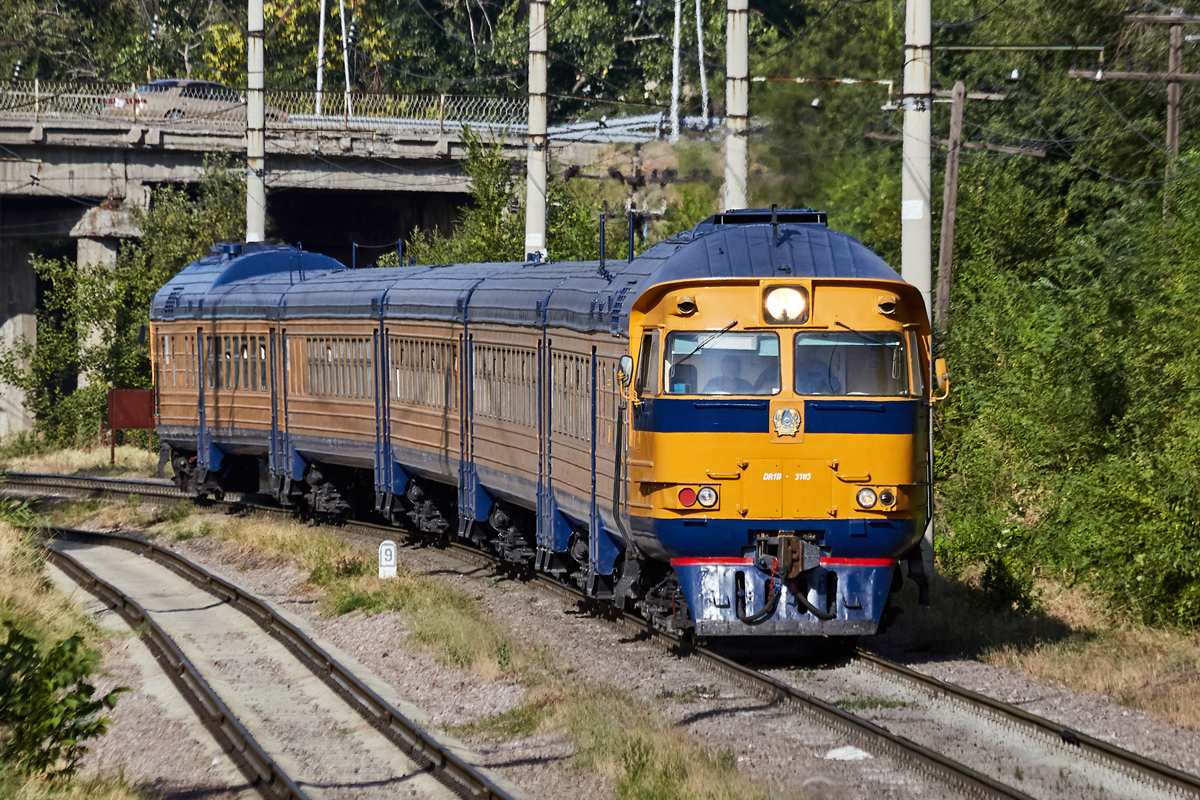
DR1A-239編成（カザフスタン鉄道）
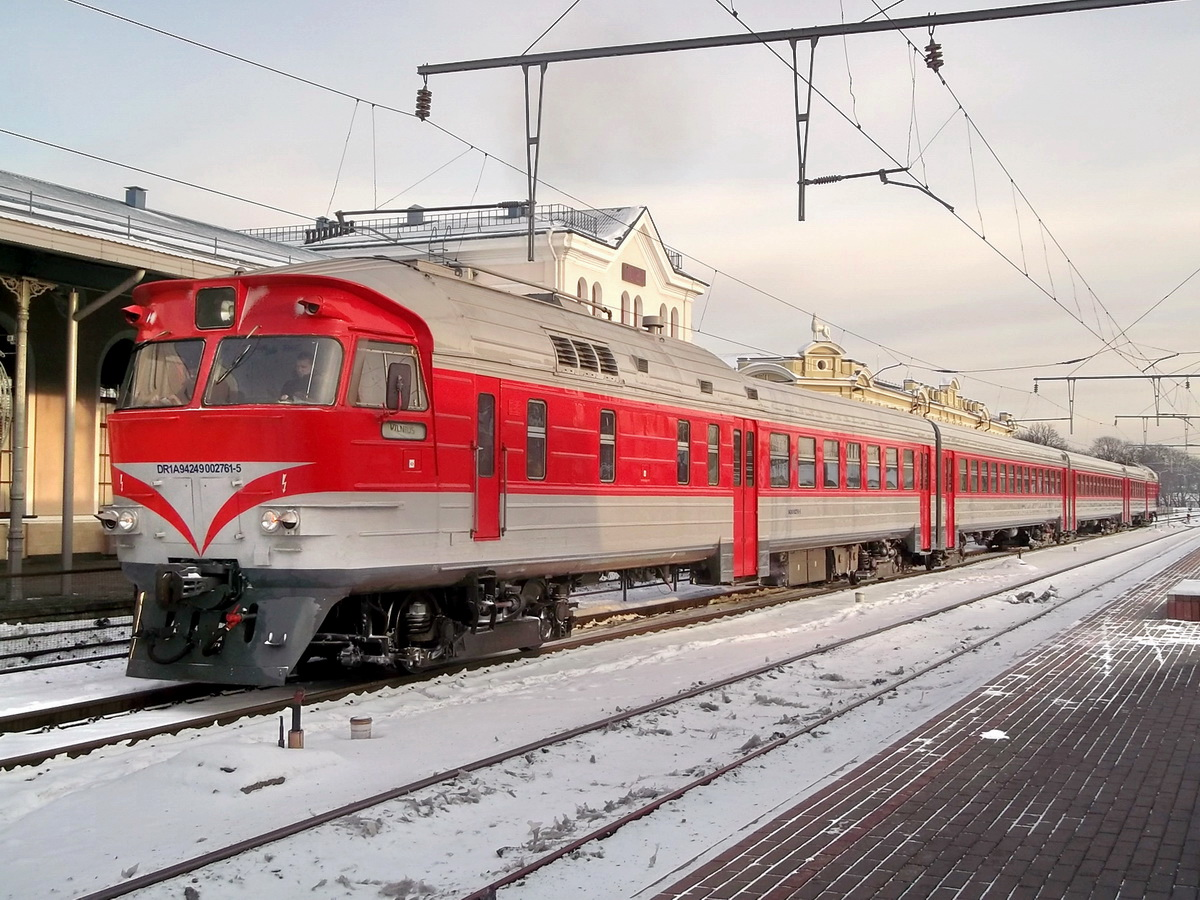
DR1A-276編成（リトアニア鉄道）
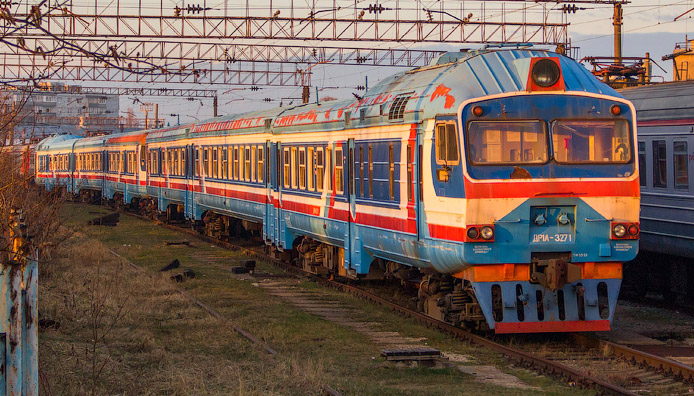
DR1A-327編成（ロシア鉄道） ソビエト連邦の崩壊後に製造された編成
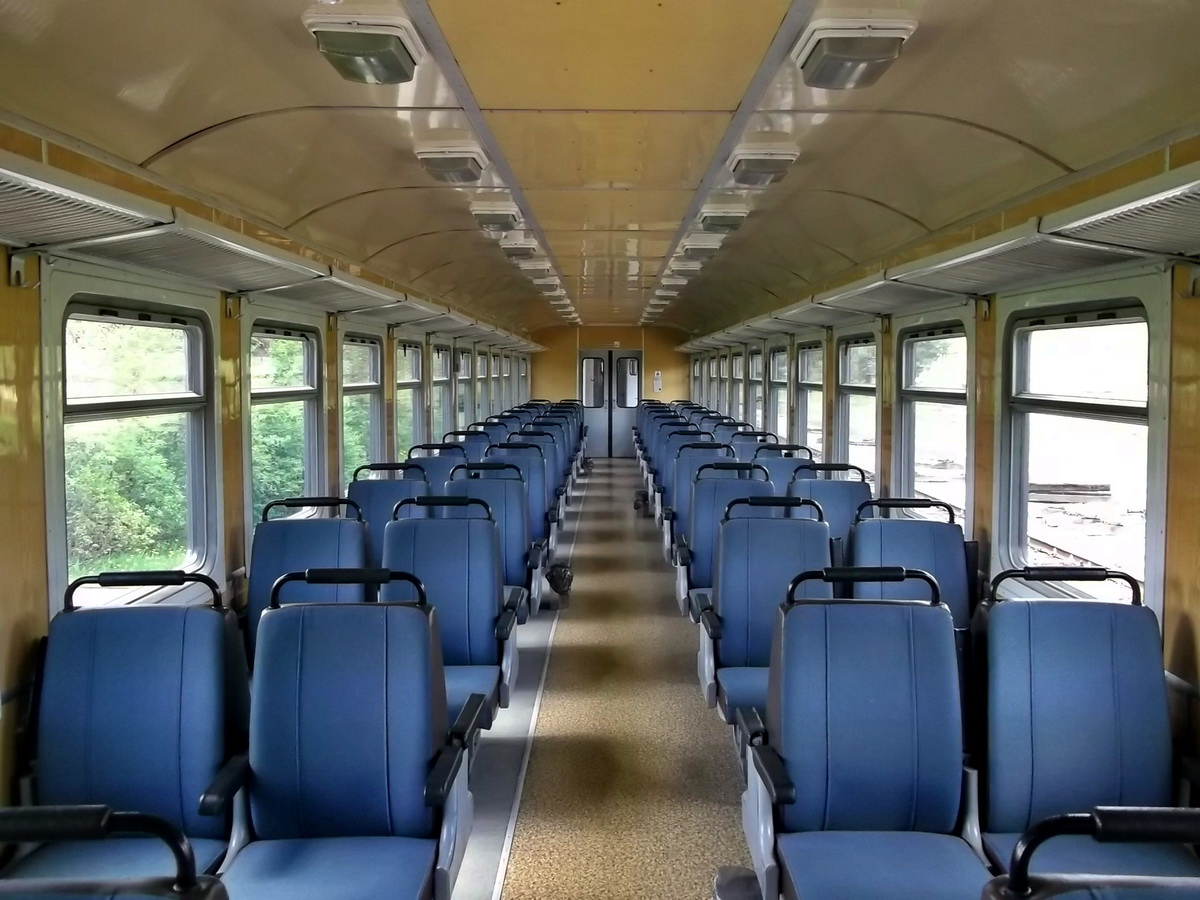
車内（DR1A-275編成）

### DR1B形（ДР1Б）
1977年に1編成が製造された試作車。制御回路が試験的に非接触式論理素子を用いたものに変更されていた。

### DR1B形500番台（ДР1Б 500-й）
2006年以降製造が行われた車種。6両編成の他に制御車を連結した3両編成の製造も実施された。上記のDR1B形との関連はない。前面が大幅に変更され、製造当時リガ車両製作工場が更新工事を行っていた電車と同様に人間工学を基に設計された流線形となっている。顧客の要望に応じて乗降扉のボタン式半自動への変更、LED式行先表示灯の設置、各座席への照明やLCDモニターの設置などの仕様変更も可能である。座席配置は先頭車が2列＋3列、中間車が2列＋2列のボックスシートである。
ベラルーシ鉄道向けに製造が実施されたが、最終増備車となった2011年製のDR1B-515編成（2両編成）およびDR1B-1515編成（3両編成）はロシア鉄道十月鉄道支社が導入し、重役視察用などに用いる職用車に使用されている。

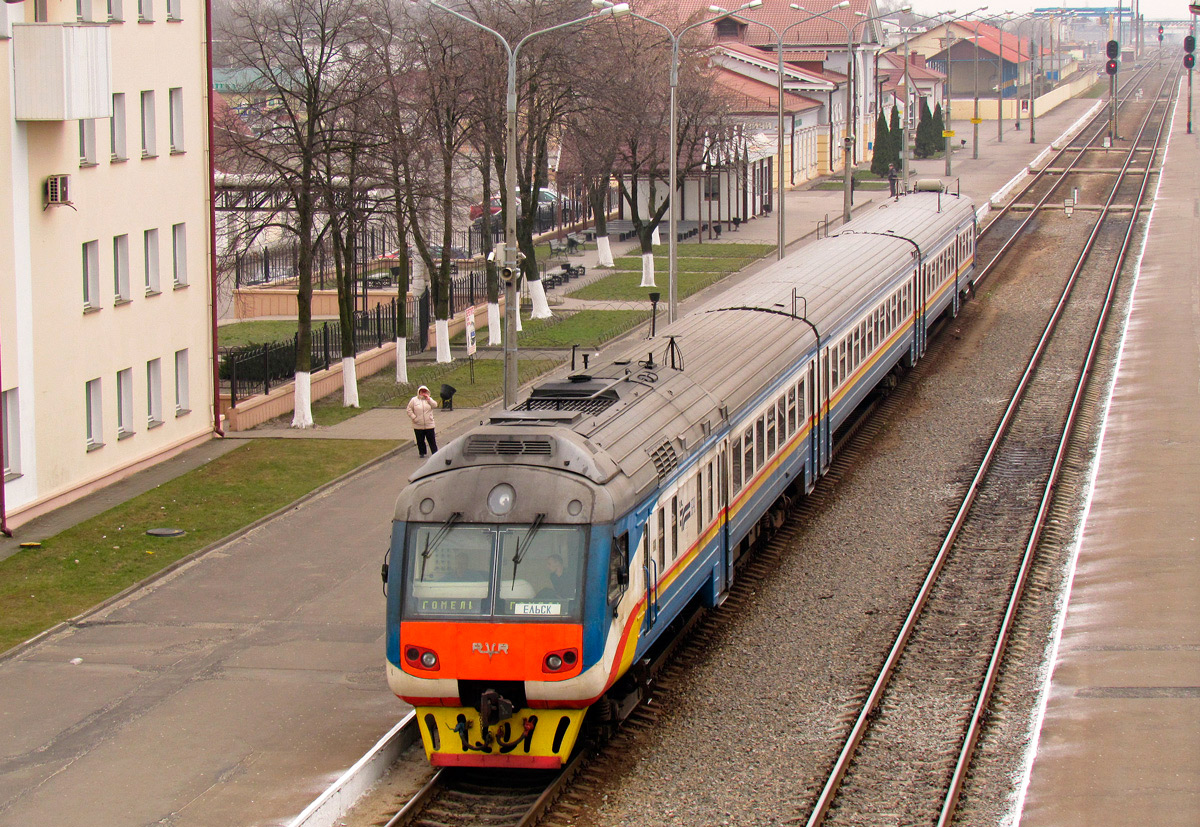
DR1B-503編成
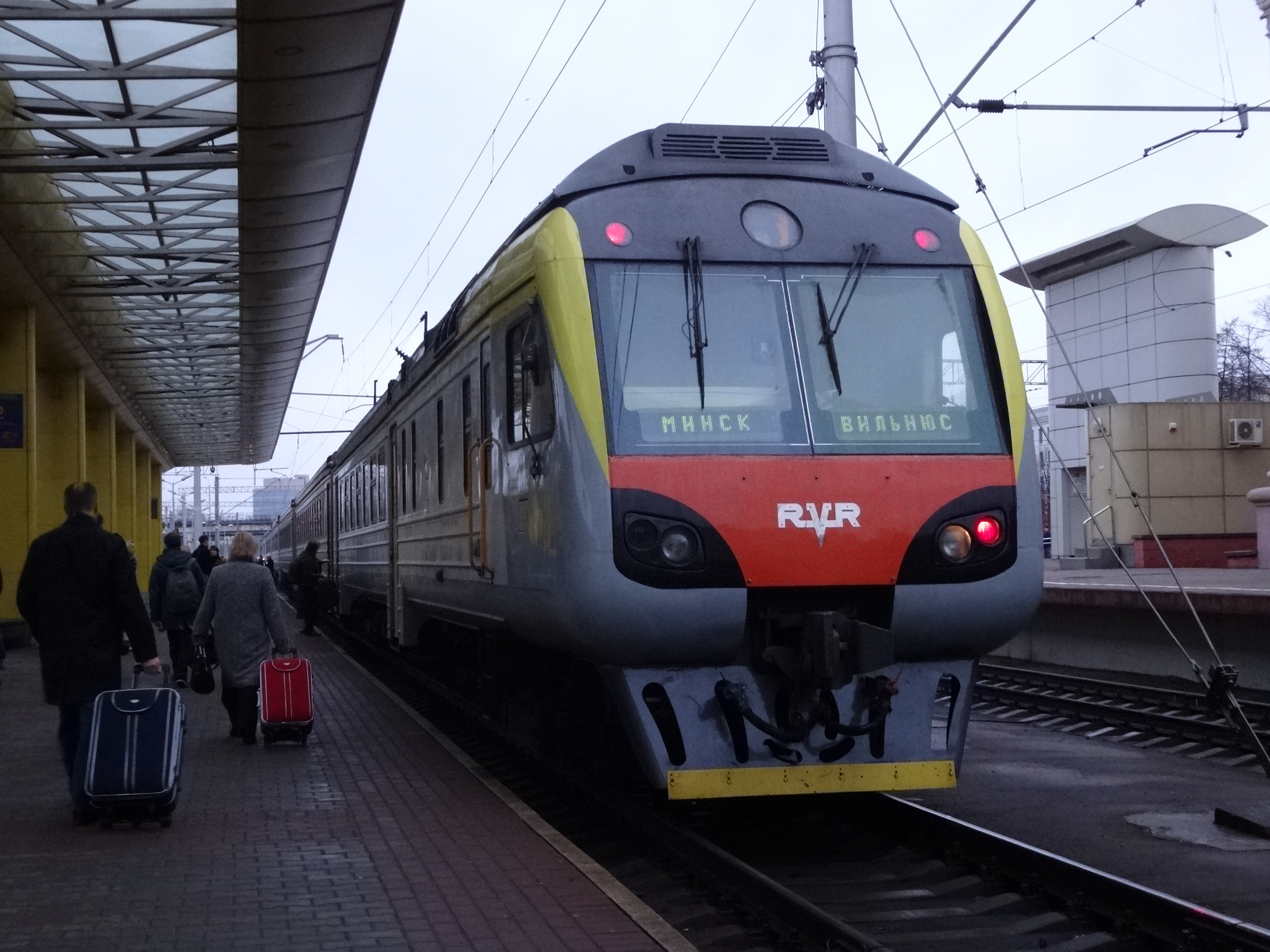
ミンクス - ビリニュス間の国際列車に使用されるDR1B形500番台
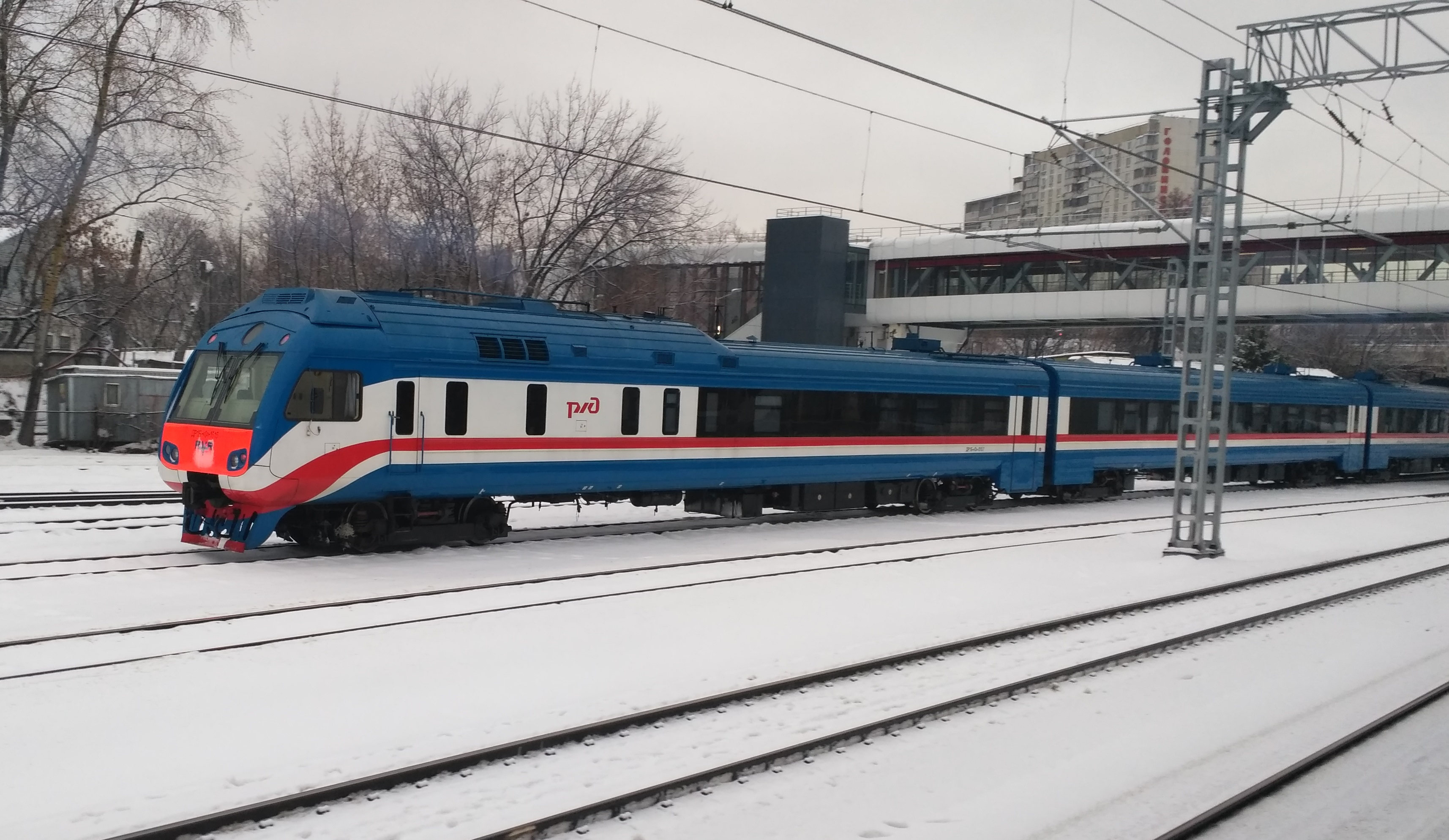
ロシア鉄道が所有するDR1B形500番台は窓周りや車内の仕様が変更されている（DR1B-1515編成）
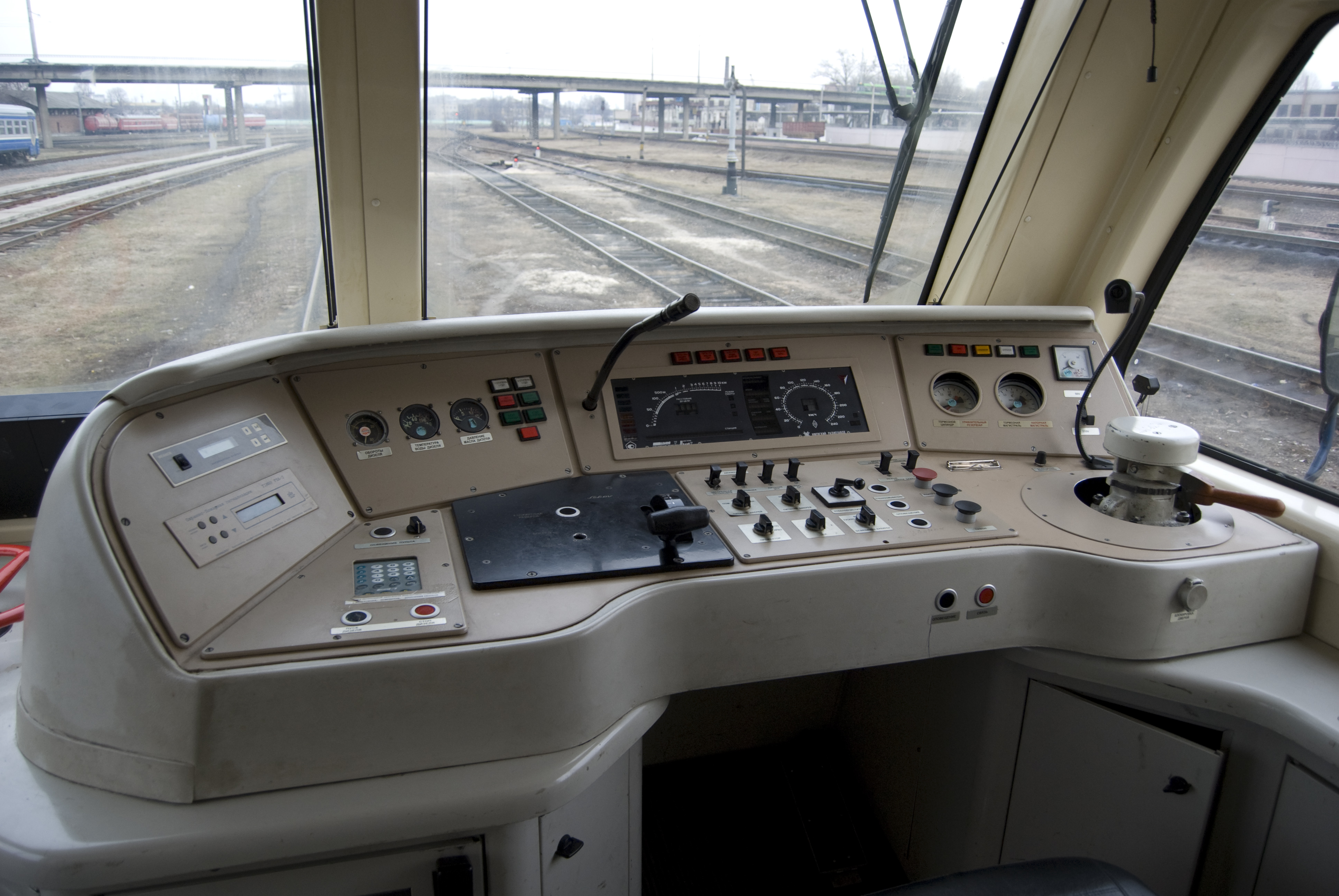
運転台
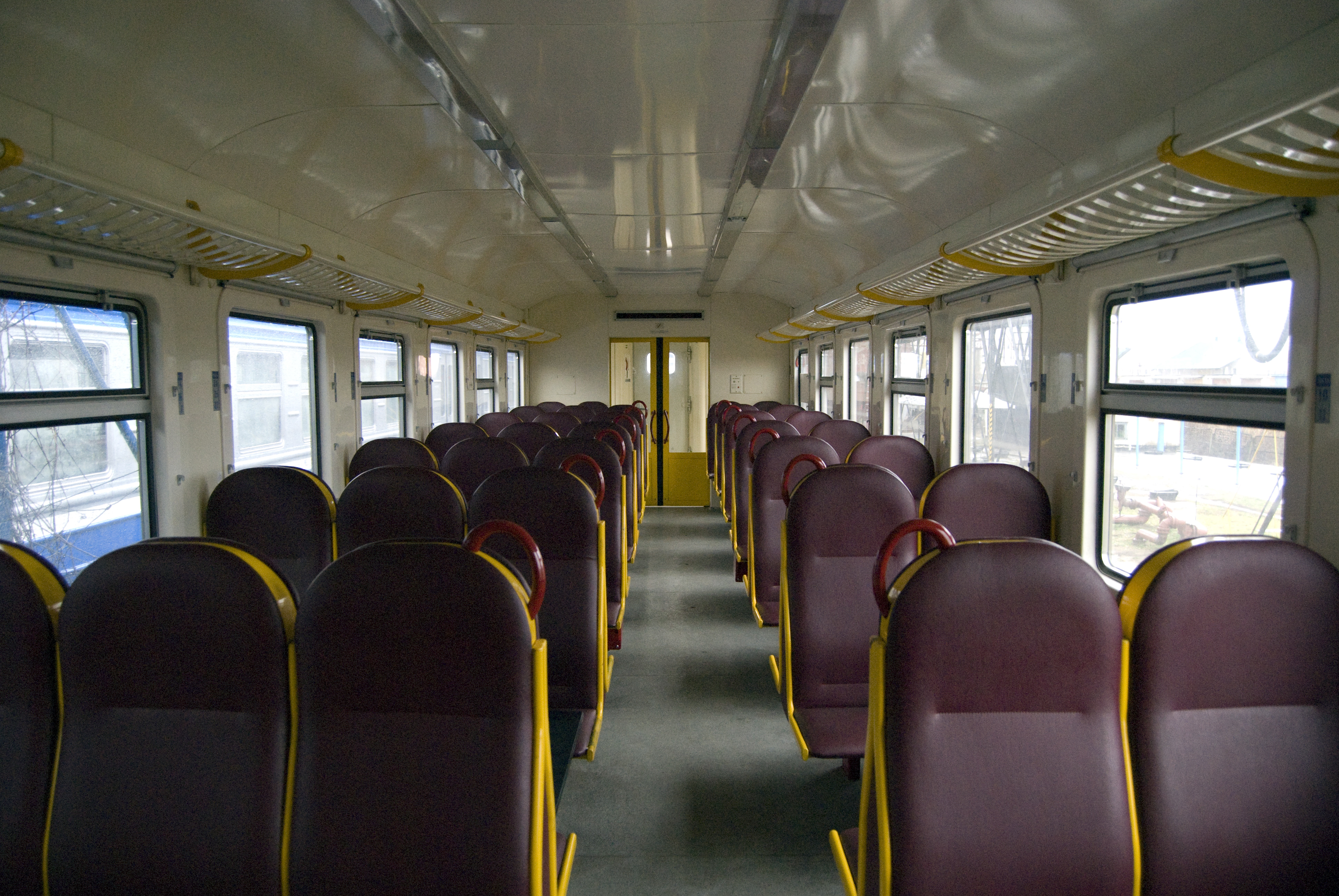
車内（先頭車）

## 改造

### DR1AM形（ДР1АМ）、DR1B形（ДР1Б）、DR1BJ形（ДР1БЙот）
ラトビアやジョージアで運用されているDR1形の一部は、エンジンをドイツ・MTU製の8V396TC14型（4ストロークV型8気筒エンジン）へ取り替えた上でそれまでの6両編成を3両編成2本へ分離し、中間車1両を制御車（Пг）に改造した編成が存在する。これらの改造を受けた編成の一部にはDR1AM形と言う新たな形式名も付けられている。
一方、2014年までエストニアで運用されていたDR1形にも同様のエンジン換装が行われたが、こちらでは6両編成のまま改造を受けた編成が存在し、DR1B形と言う形式名に改番が実施された。また一部車両はDR1AM形同様3両編成に短縮したが、中間車に増設された運転台の形状はDR1形ではなくリガ車両製造工場で作られた電車（ER2形、ER9形など）と近い形状になり、形式名もDR1BJ形となっていた。

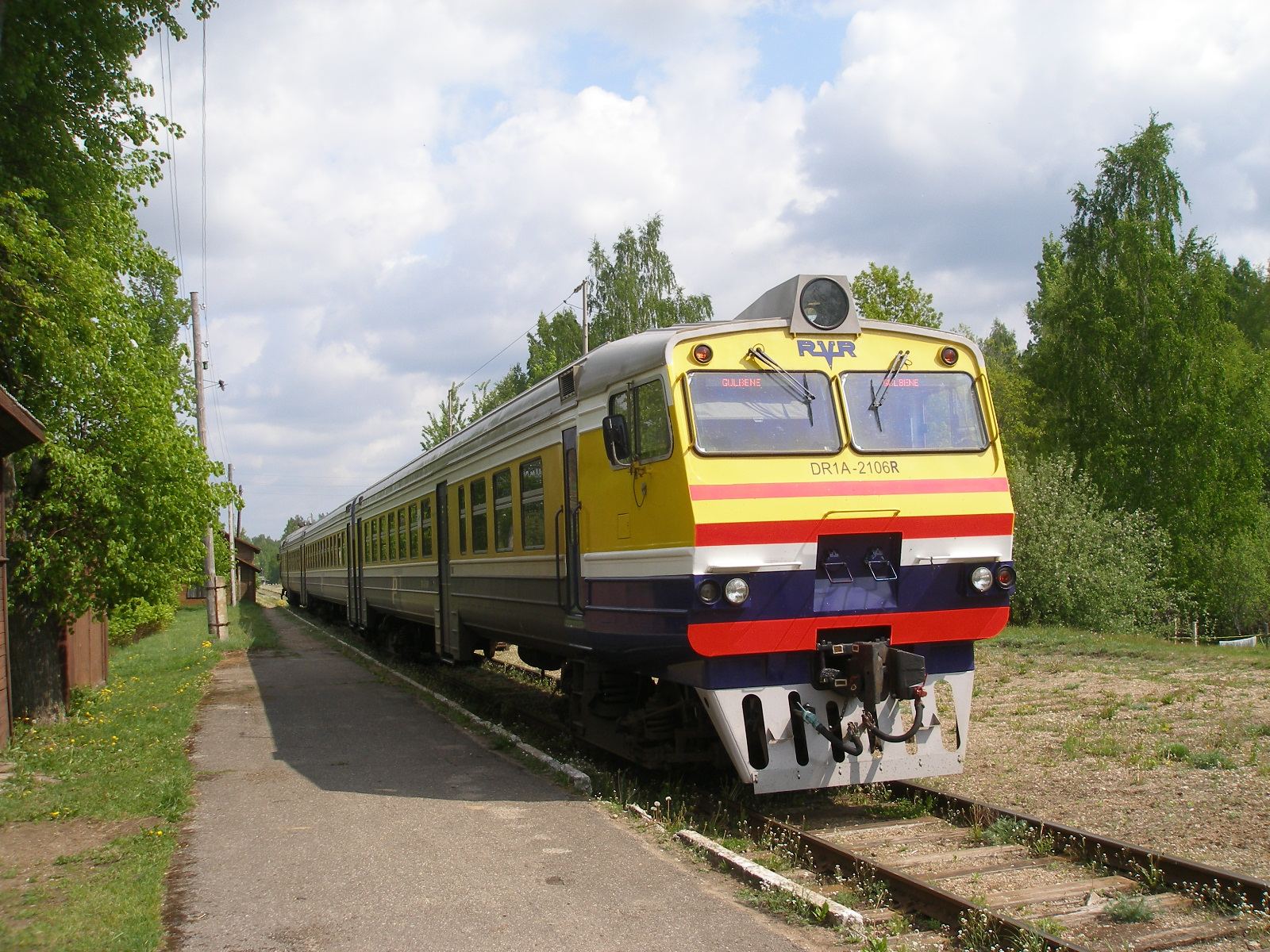
DR1AM形（増設運転台側）
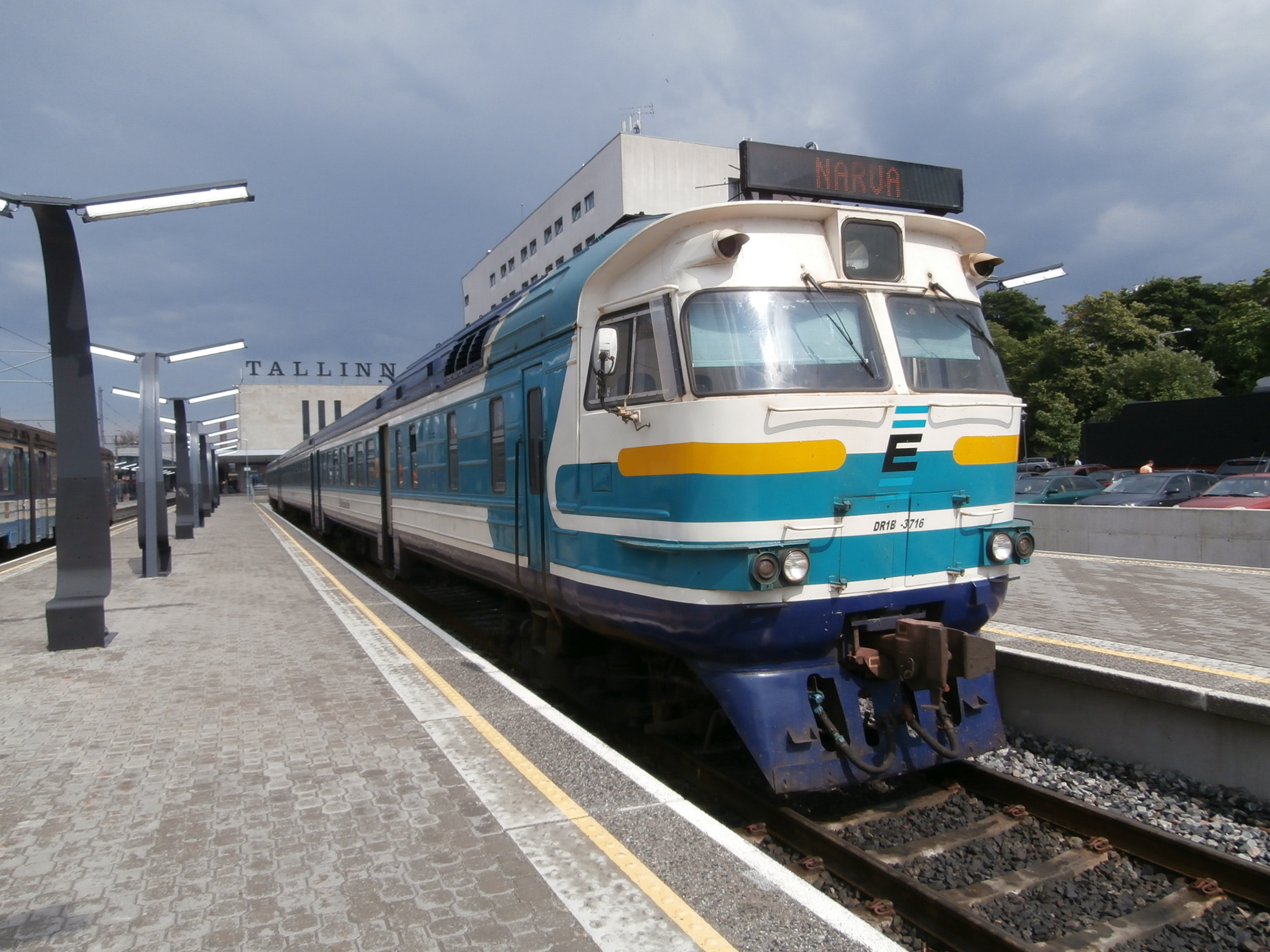
DR1B形
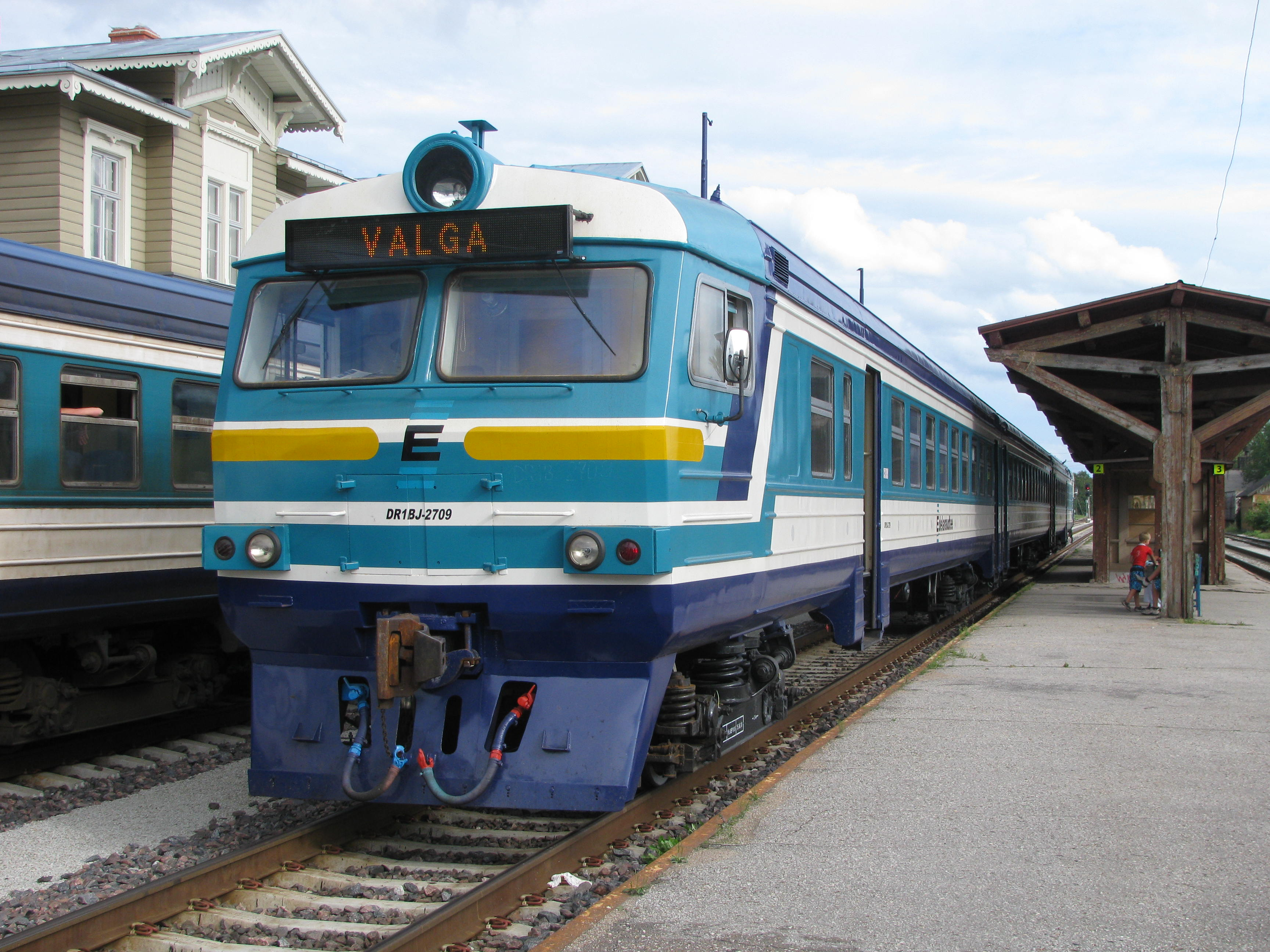
DR1BJ形（増設運転台側）

### DR1AC形（ДР1АЦ）
ラトビア国鉄の旅客営業部門であるパッサジエル・ヴィリシエン（ラトビア語: Pasažieru vilciens）からの注文を受け、リガ車両製作工場で改造が行われたDR1A形の更新車。前面がDR1B形500番台と同様の流線形に改められた他に主要機器が刷新され、MTU製のディーゼルエンジン（E140D2CZ）やフォイト製の液体式変速機が搭載された。2016年以降3両編成5本、4両編成1本の更新が行われている。

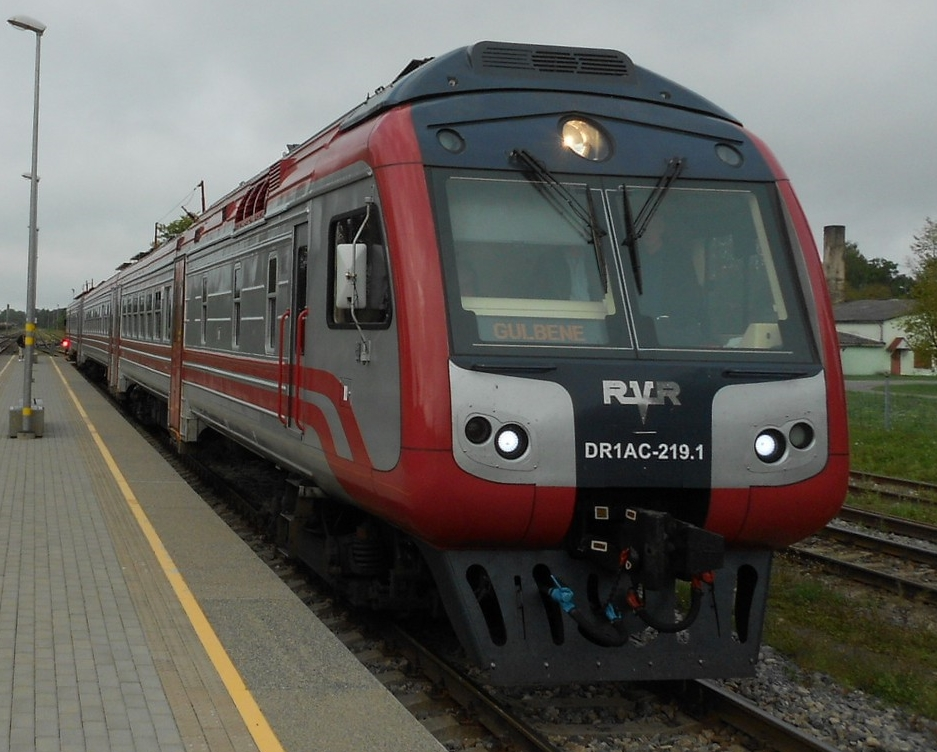
DR1AC形（動力制御車）
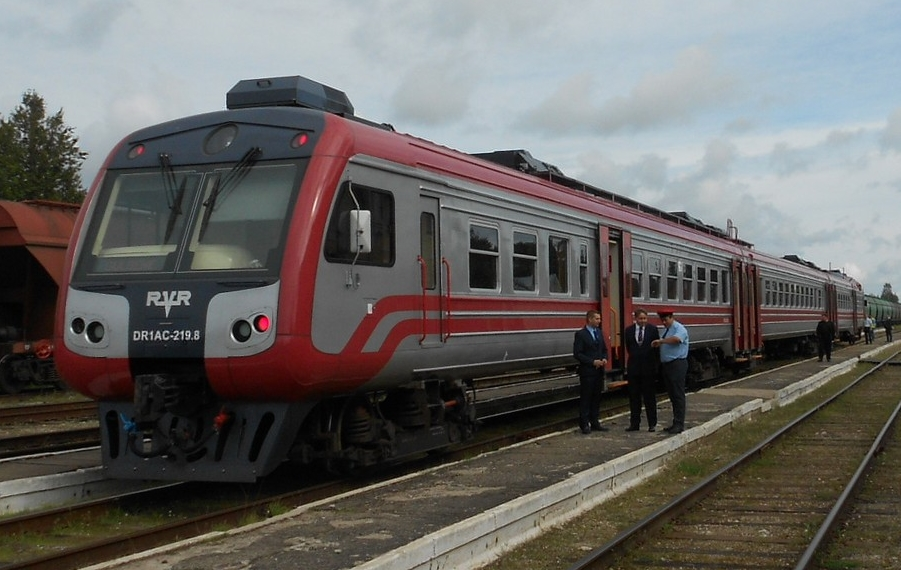
DR1AC形（制御車）
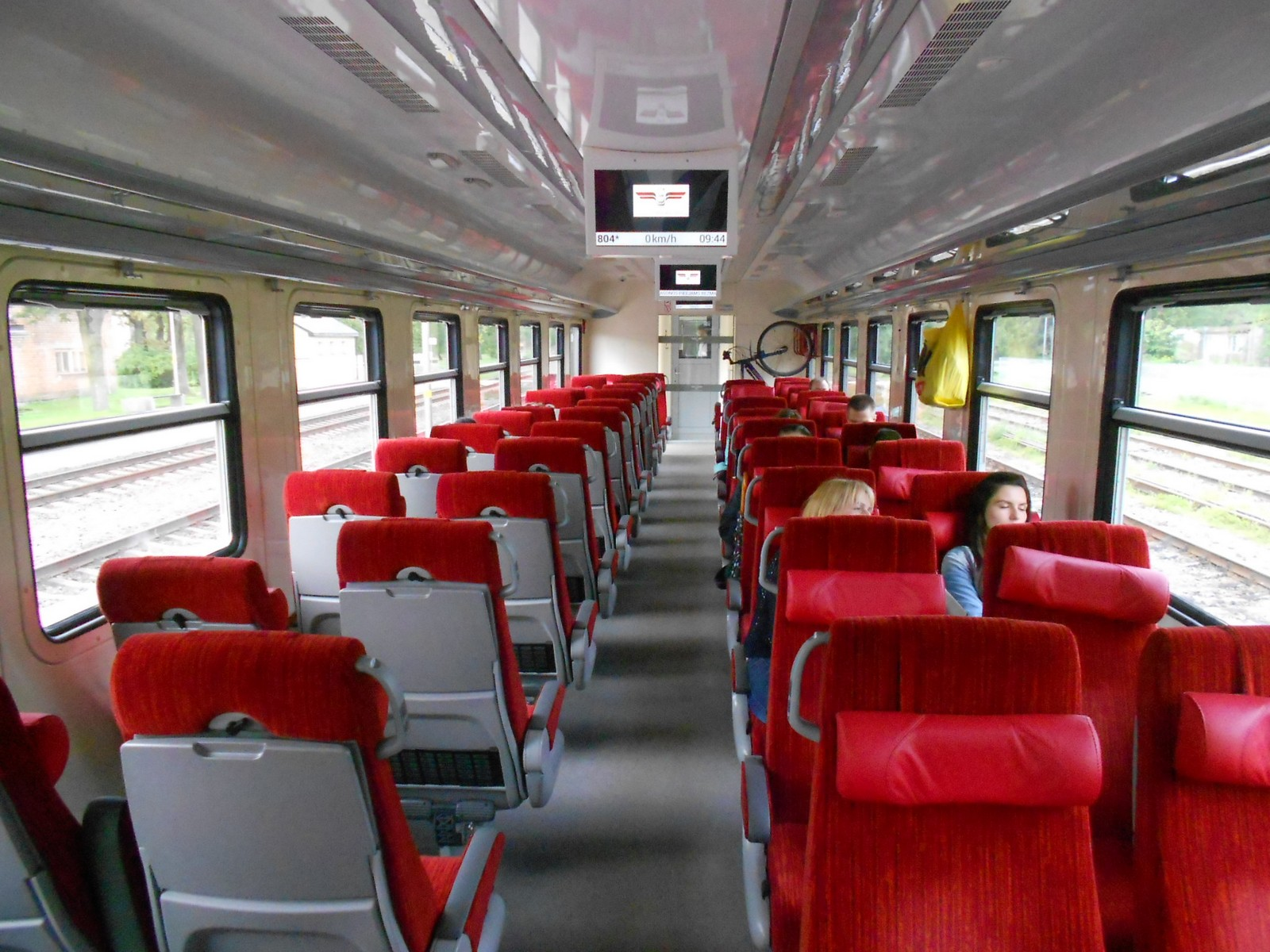
車内

### DR1A-285編成
ウクライナ鉄道のリヴィウ地区で使用されていた1989年製のDR1A-285編成の先頭車を改造した編成。改造前の連結面側に新たな流線形の前面が取り付けられた一方、従来の先頭部分は運転台が撤去され切妻式の連結面が新たに設置されている。また先頭車の1両はエンジンが撤去され制御車に改造されている。工事は2004年に行われ、以降はリヴィウ地区の重役視察用の職用車として使用されている。
- DR1A-285編成（動画）

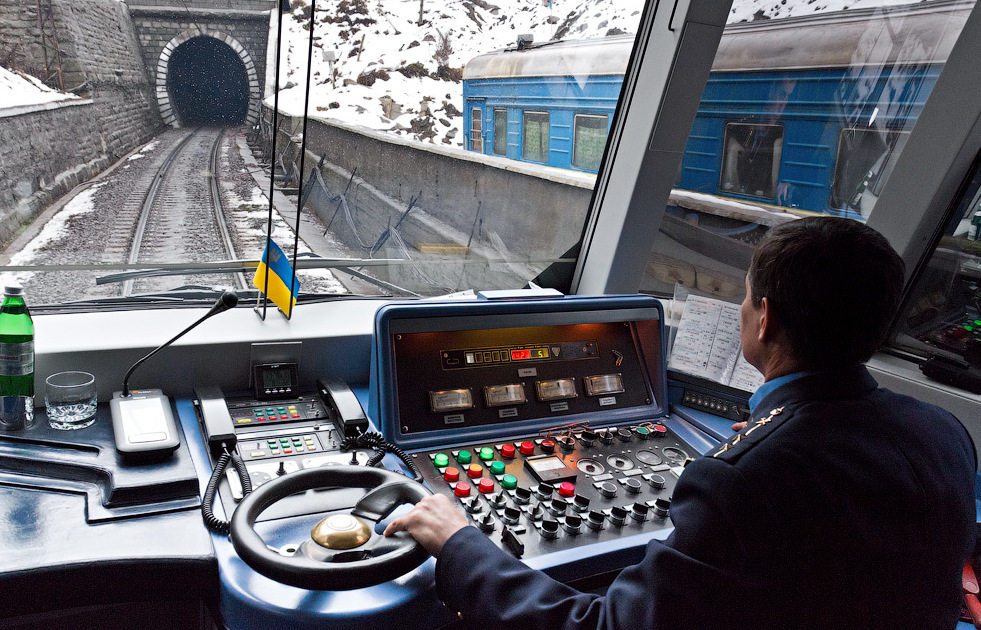
近代化された運転台
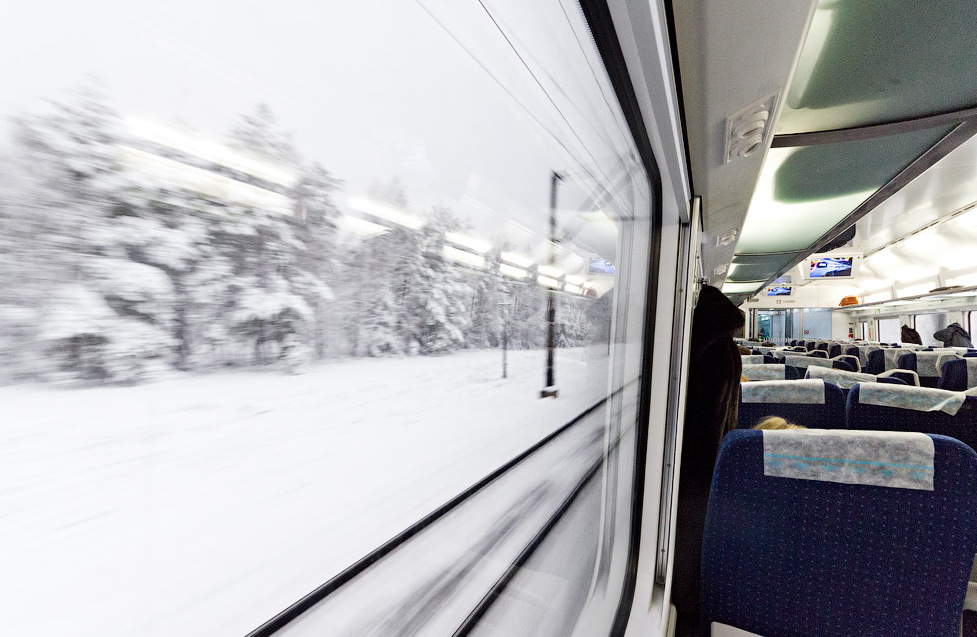
車内

### DRB1形（ДРБ1）
廃車されたDR1形を活用する形でベラルーシ鉄道が1994年から2006年にかけて導入したプッシュプル列車。電力供給用の回路の装備などの改造を行われた2M62形・2M62U形ディーゼル機関車と、DR1形から転用された付随車や制御車が編成を組む。制御車は動力制御車からエンジンを撤去しその部分を客室に変更した車両と付随車に先頭車化改造を施した車両の2種類が存在し、後者はDR1A-168編成以降の新造車と同様の角ばった前面形状となっている。

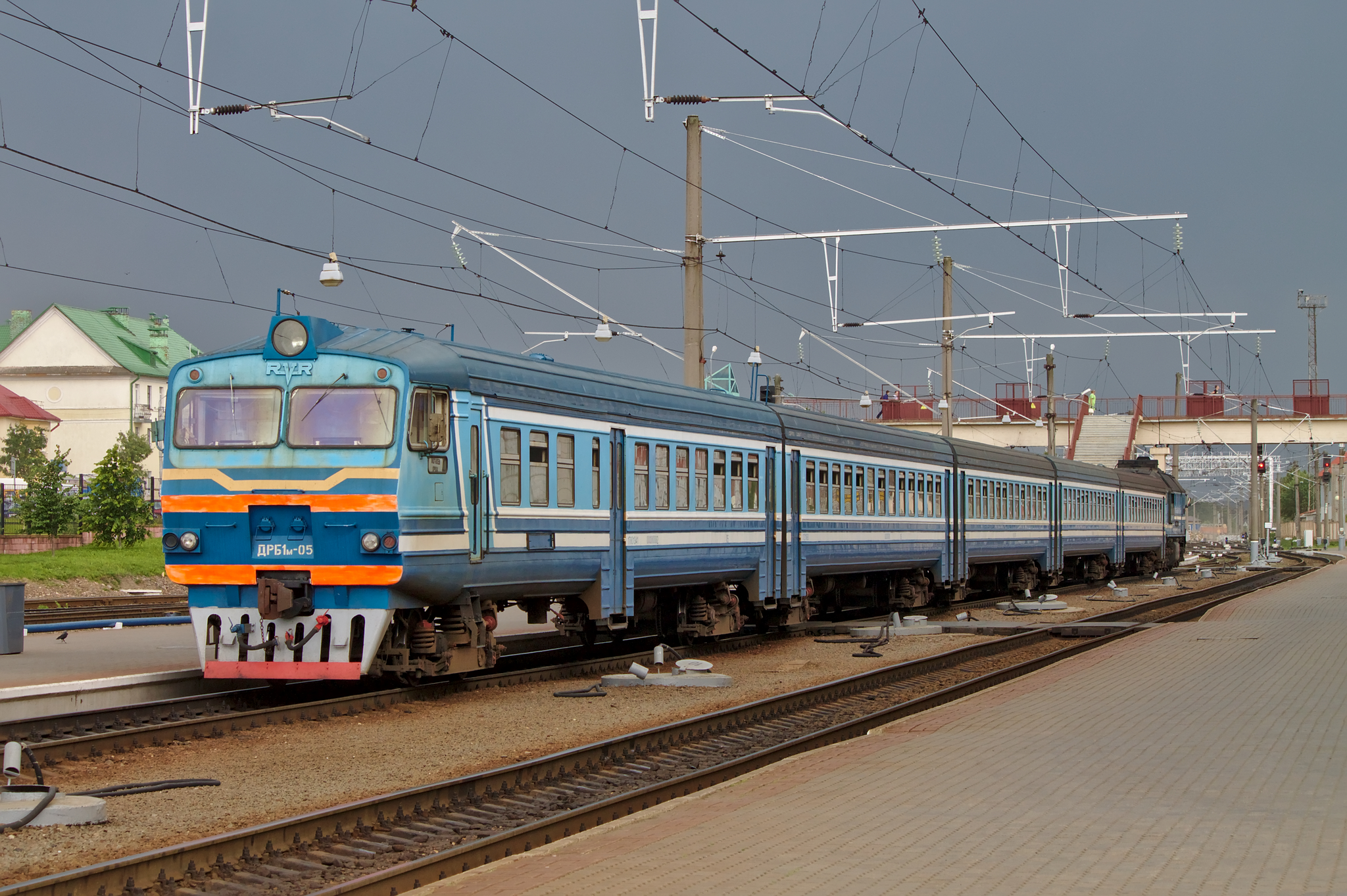
DRB1m-05編成
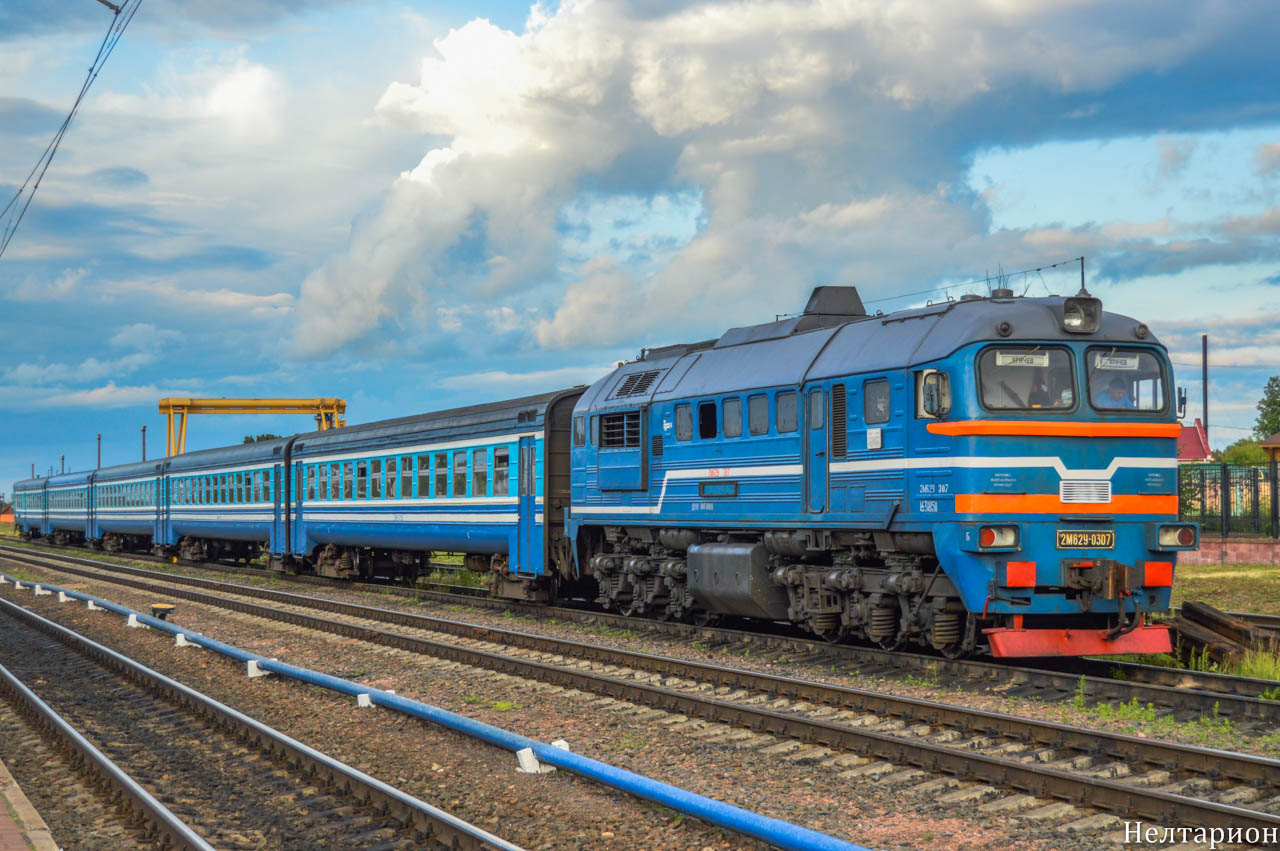
2M62U形ディーゼル機関車が動力車に用いられる
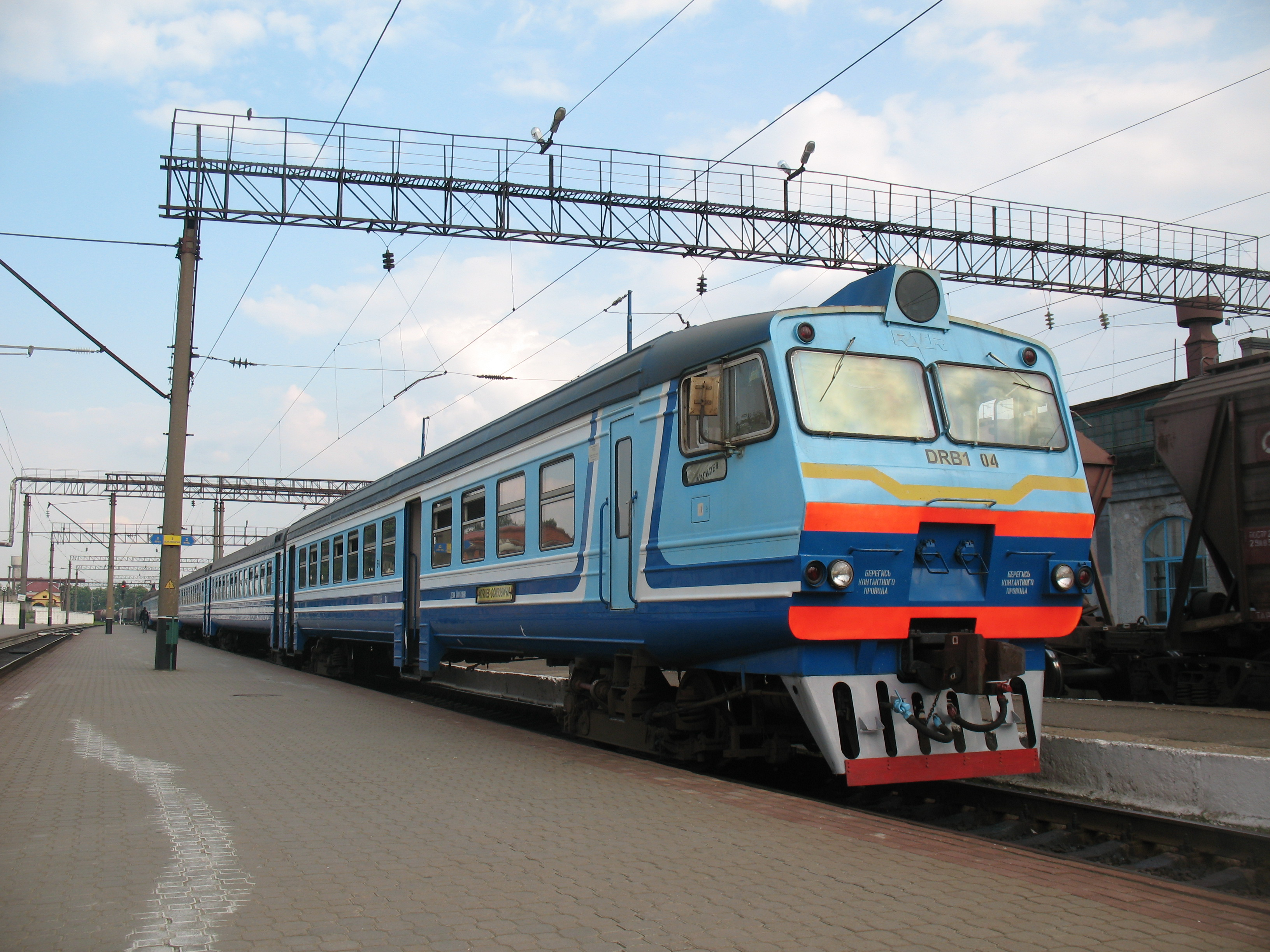
先頭車化改造を受けた制御車
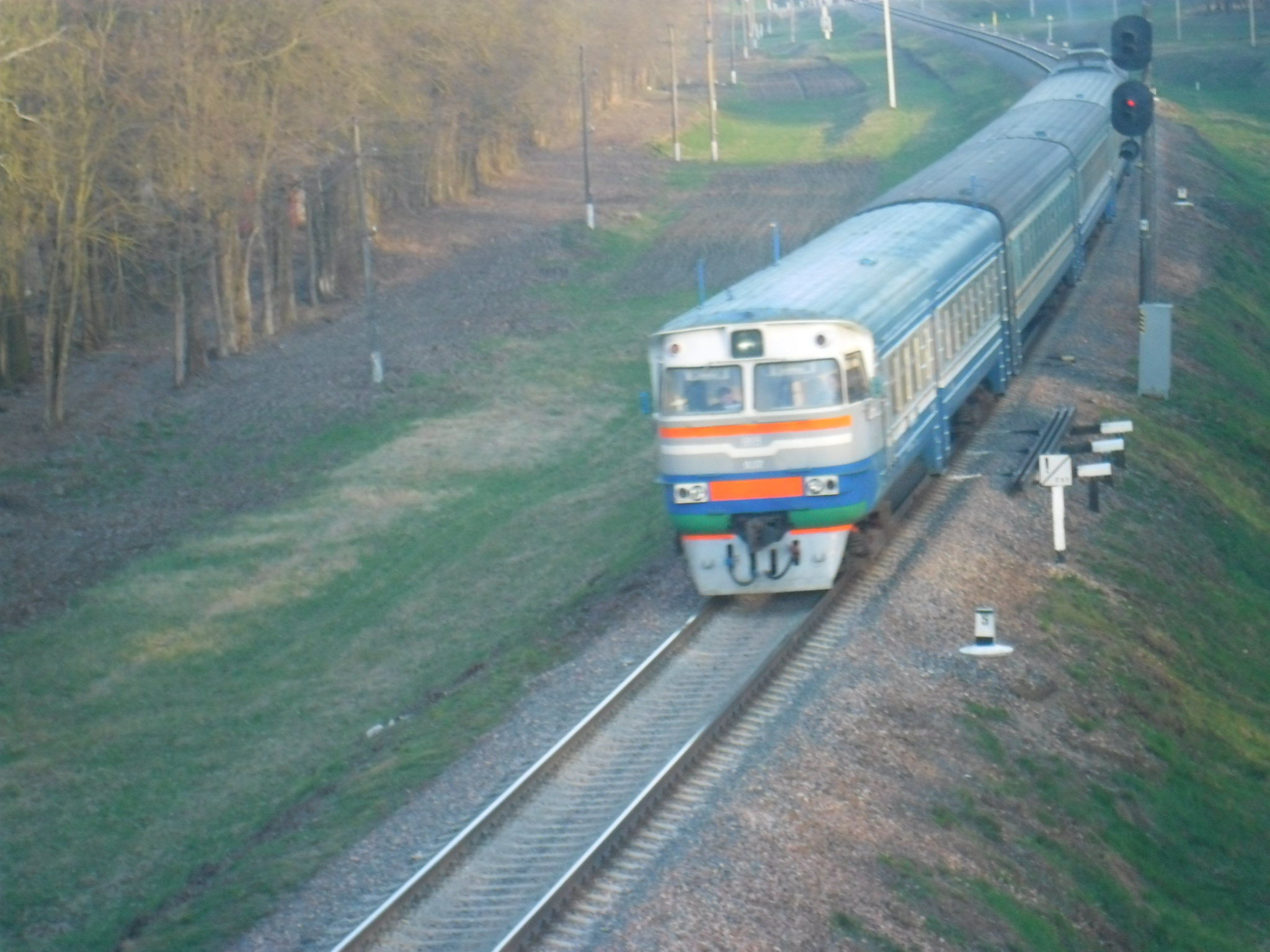
動力制御車からエンジンが撤去された制御車

## 関連形式

### AR1形（АР1）
利用客が少ないローカル線向けの車両として1969年に2両が試作された気動車。DR1-05編成以降の設計を基にした両運転台式車体を有し、双方の運転室と客室の間にはV型8気筒4ストローク機関のYaMZ-238形ディーゼルエンジン（240 HP、2,100 rpm）が設置され、動力は機械油圧式の2段変速機を経て台車に伝達された。全長は26,442 mm、着席定員は90人、最高速度は120 km/hで、乗降扉は中央部に片側1箇所のみ設置されていた。
計画初期での車両重量は49-51 tを想定していたが、DR1形と同型の前面や変速機の高い質量により実際の車両重量は59 tに達した。完成後は試運転が実施されたが、火災発生時の設備不足や変速機の故障頻発などの問題点が指摘された結果、それ以上の量産は行われず車両自体も旅客用ではなく作業員輸送などの事業用車として運用された。1992年までに全車とも解体された。

### DR2形（ДР2）
定員数の増加を目的に、エンジンをDR1形の床上配置から床下配置に改めた形式。1966年に4両編成（動力制御車＋付随車＋付随車＋動力制御車）が製造され、1971年に実施された試験を経て営業運転に導入されたが、導入されたエンジンの製造中止や保守の難しさなどの理由から量産される事なく1980年代初頭までに廃車された。

### DR6形（ДР6）
1990年にキューバ鉄道向けにリガ車両製作工場で製造された気動車。DR1A形を基に多湿なキューバの環境に適した車体構造に改められた他、台車も標準軌向けの構造となった。また前照灯の位置が変更されており、前面下部に記載された形式番号もキリル文字ではなく英語で記されていた。導入後に踏切事故に遭い、先頭車1両（ДР6-2501）が破損した事が確認されている。

## 参考資料
- 沢野 周一, 星晃『写真で楽しむ世界の鉄道 ヨーロッパ 4』交友社、1964年。doi:10.11501/2468343。

- Б.М. Лернер (1982) (ロシア語), Дизель-поезда, Рипол Классик, ISBN 9785458385909

- Абрамов Е.Р (2015). Локомотивы и моторвагонный подвижной состав с двигателями внутреннего сгорания отечественных железных дорог. Москва́